# 1470 en Angleterre
Chronologie de l'Angleterre
- 1466
- 1467
- 1468
- 1469
- 1470
- 1471
- 1472
- 1473
- 1474

Cette page concerne l'année 1470 du calendrier julien.

## Évènements

### Janvier

#### 5 janvier
Le roi d'Angleterre Édouard IV crée duc de Bedford le jeune George Neville et le fiance avec sa fille aînée Élisabeth. Ce geste vise à amadouer le père de George, John Neville, 1er comte de Northumberland et frère cadet de Richard Neville, 16e comte de Warwick. En effet, malgré la non-participation de John Neville à la rébellion de son frère Richard contre le roi pendant l'été 1469, Édouard IV a fait libérer le jeune Henry Percy, héritier du comté de Northumberland jusqu'en 1464, afin de contrebalancer la puissance de la famille Neville, jugée trop puissante et difficilement contrôlable, dans le Nord de l'Angleterre.
Édouard IV crée également John Stafford comte de Wiltshire. Malgré la loyauté dont a fait preuve par le passé la famille Stafford envers la Maison de Lancastre, John est entré en bons termes au cours des années suivantes avec la Maison d'York, à laquelle appartient le roi. Pourtant, si John se voit favorisé par le roi, son frère Henry ne bénéficie pas des faveurs royales, peut-être en raison de son mariage avec Marguerite Beaufort, important membre de la Maison de Lancastre. Quoi qu'il en soit, même si le roi Édouard ne présente aucune rancune envers Henry, il montre en revanche qu'il est encore incertain de sa loyauté.

#### 6 janvier
Édouard IV place son second frère Richard, duc de Gloucester, à la tête d'une commission d'oyer et terminer en Galles. Richard, qui n'a alors que 17 ans, est accompagné à cette occasion par William Herbert, 2e comte de Pembroke ; John le Strange, 8e baron Strange de Knockin ; John Sutton, 1er baron Dudley ; Walter Devereux, 7e baron Ferrers de Chartley ; et le chevalier James Harrington. Ces différents seigneurs ou chevaliers constituent alors les premiers soutiens du duc de Gloucester et vont jouer dans la décennie un rôle important à ses côtés en Galles et dans le Nord de l'Angleterre, où Richard a établi ses bastions.

#### 10 janvier
Les ambassadeurs de Milan à la cour du roi de France Louis XI, Emmanuel de Jaccopo et Sforza de Bettini, rapportent que les tensions entre Édouard IV et Richard Neville, bien qu'apparemment résorbées après une réconciliation en novembre précédent, se sont accrues : « Nous entendons dire que le roi d'Angleterre est à Londres avec une force importante et que le comte de Warwick détient le pays avec une grande armée et que la guerre est plus féroce que jamais ». Cette information est vraisemblablement erronée, puisqu'il n'y a à cette date aucun conflit apparent entre les deux hommes.

#### 19 janvier
Jacquette de Luxembourg, mère de la reine Élisabeth Woodville et belle-mère d'Édouard IV, se rend devant le grand conseil royal. Elle y accuse Thomas Wake, un partisan du comte de Warwick, d'être « de nature malveillante » envers elle et « de la poursuivre longuement, dans le but non seulement de nuire à son nom et à sa réputation, mais également pour la destruction finale de sa personne ». En effet, lors de sa rébellion dirigée contre le roi l'année précédente, Richard Neville avait accusé Jacquette de sorcellerie afin de procurer le mariage du roi avec Élisabeth Woodville en 1464 et avait été soutenu en ce sens par Thomas Wake.

#### 22 janvier
Thomas Wake est interrogé par l'évêque de Carlisle Edward Story au sujet de ses accusations proférées contre Jacquette de Luxembourg. Il amène une image de plomb « faite comme un homme d'armes, brisée dans son milieu et faite rapidement avec un fil », et allègue que Jacquette l'a façonnée pour l'utiliser en sorcellerie. Il fait appel à John Daunger, un clerc de la paroisse de Northampton, comme témoin, afin que celui-ci puisse attester que Jacquette a fait deux autres images, une représentant le roi et l'autre la reine. Mais les déclarations de Daunger sont contradictoires et l'accusation de sorcellerie s'effondre immédiatement.

#### 31 janvier
Une ambassade anglaise arrive à Gand, apportant le ruban de l'Ordre de la Jarretière au duc de Bourgogne Charles le Téméraire afin qu'il en soit officiellement vêtu. Cette récompense lui a été attribuée le 13 mai 1469 par son beau-frère le roi d'Angleterre Édouard IV, dont il a épousé la sœur Marguerite en 1468. Charles et Édouard témoignent alors l'un envers l'autre d'une grande amitié ainsi que d'un profond respect mutuel. Leur politique extérieure commune est pour le moment essentiellement concentrée contre le roi de France Louis XI, dont ils craignent chacun les velléités territoriales.

### Février

#### 2 février
Les troubles présents dans le Lincolnshire depuis novembre 1469 entre le maître de cavalerie Thomas Burgh de Gainsborough et Robert Welles, 8e baron Willoughby d'Eresby, atteignent leur paroxysme lorsque Welles attaque et met à sac Gainsborough Old Hall, la résidence de Thomas Burgh. Tandis que certains historiens pensent qu'il s'agit en réalité d'une ruse de Richard Neville afin de mener une seconde rébellion contre Édouard IV après sa première tentative au cours de l'été 1469, d'autres considèrent que les tensions entre Thomas Burgh et Robert Welles reflètent davantage d'une simple guerre privée.

#### 4 février
À Gand, en présence de l'ambassade anglaise commandée par Gaillard IV de Durfort ainsi que de sa cour, le duc de Bourgogne Charles le Téméraire est solennellement institué chevalier de l'Ordre de la Jarretière.

#### 7 février
Édouard IV nomme son frère Richard de Gloucester pour remplacer Richard Neville comme juge en chef et chambellan du sud du pays de Galles jusqu'à la fin de la minorité de William Herbert, bien que le duc de Gloucester soit lui-même plus jeune que le comte de Pembroke.

#### 9 février
Inquiet des récents troubles dans le Lincolnshire, Édouard IV annonce qu'il va résoudre la situation en personne et rassembler son armée à Grantham le 12 mars. Édouard convoque à Londres Richard Welles, 7e baron Welles (en) et père de Robert Welles, et son allié et beau-frère Thomas Dymoke afin de répondre de leurs actes. Les deux hommes se réfugient pourtant dans le sanctuaire de l'abbaye de Westminster, craignant sans doute pour leurs vies.

#### 10 février
Jacquette de Luxembourg se présente une seconde fois devant le conseil royal et demande à son gendre d'être officiellement exonérée de toute accusation de sorcellerie. Le roi et les membres du conseil, y compris Richard Neville, acquiescent à sa demande. Jacquette fait remarquer qu'elle a toujours « vraiment cru en Dieu, conformément à la foi de la Sainte Église, comme devrait le faire une vraie femme chrétienne ».

#### 16 février
Roger Vaughan de Tretower est nommé connétable à vie du château de Cardigan. Il est un proche du nouveau comte de Pembroke, dont le père a été exécuté après la bataille d'Edgecote Moor en juillet 1469 sur ordre de Richard Neville pendant son insurrection contre le roi. Cette nomination a vraisemblablement pour but de contrebalancer une nouvelle fois le pouvoir du comte de Warwick en Galles et d'y diminuer son influence.

#### 21 février
Le conseil royal se réunit et clôt définitivement l'affaire de sorcellerie à l'encontre de Jacquette en la déclarant innocente de toutes les charges présentées contre elle.

#### 22 février
Le chevalier Thomas Malory, probable auteur de Le Morte d'Arthur, est exclu d'un pardon offert par le roi, ainsi que Robert Marshall, William Verdon et Thomas Philip. Ces hommes ont participé à une conspiration en juin 1468 pour renverser Édouard IV en faveur de son rival Henri VI, issu de la Maison de Lancastre, déposé en 1461 par Édouard et enfermé depuis 1465 à la Tour de Londres. Ils ont déjà été exclus d'un précédent pardon en juillet 1468. La raison de cette exclusion reste encore inconnue, d'autant qu'Édouard IV était souvent enclin à la clémence envers ses adversaires.

#### 27 février
Afin de le compenser de la future perte du comté de Northumberland qu'il compte bientôt rendre à Henry Percy, Édouard IV accorde à John Neville les terres d'Humphrey Stafford, mis à mort en août 1469 par des partisans de son frère Richard Neville lors de sa rébellion, dans le Devon. Les nouvelles terres de John Neville lui apportent un revenu annuel supplémentaire de 400 livres, ce qui lui permet de revendiquer un statut de magnat dans le Devon, que le roi consent à lui reconnaître afin de restaurer une autorité dans la région depuis l'exécution d'Humphrey Stafford.

### Mars

#### 1ermars
Le jeune Henry Percy reprend le titre paternel de comte de Northumberland — dont la confirmation par le Parlement n'aura toutefois lieu qu'en 1473 — avec le soutien actif d'Édouard IV, et ce au détriment de John Neville. Ce transfert de titre s'inscrit toujours dans la politique d'Édouard de réduction de l'influence de la famille Neville depuis la rébellion du comte de Warwick, malgré le fait que John Neville n'y ait pas participé.

#### 3 mars
Richard Welles et Thomas Dymoke sortent du sanctuaire de Westminster après que le roi Édouard leur ait promis un pardon. Ils se rendent auprès du roi pour y présenter leurs excuses en raison des troubles passés et sont immédiatement pardonnés. Édouard IV les place cependant sous surveillance jusqu'à ce que les tensions dans le Lincolnshire soient résolues et ordonne la mobilisation de son artillerie.

#### 4 mars
La rumeur commence à circuler dans le Lincolnshire que le roi a l'intention de poursuivre en justice les rebelles qui avaient été pardonnés l'année précédente pour leur participation à la bataille d'Edgecote Moor et qu'il va « pendre et traîner un grand nombre d'entre eux ». Robert Welles se proclame grand capitaine du peuple du Lincolnshire et des proclamations sont envoyées dans le comté pour requérir l'assistance de chaque homme afin de se joindre à la résistance contre l'autorité royale.

#### 6 mars
Édouard IV rencontre son frère puîné Georges, duc de Clarence, à Londres. Ce dernier a activement soutenu la rébellion de Richard Neville l'année précédente, dont il a épousé la fille aînée Isabelle. Georges convainc son frère qu'il prévoit d'entreprendre un voyage dans le West Country pour y rejoindre sa femme et part peu après, tandis qu'Édouard quitte la capitale pour se rendre dans le Lincolnshire. Avant de partir, Georges a une entrevue secrète avec Richard Welles.

#### 7 mars
Alors qu'il marque une pause à Waltham Abbey, Édouard IV apprend que les rebelles marchent sur Stamford avec une armée de 100 000 hommes — 10 000 hommes semble un chiffre plus probable — recrutés dans les comtés du Lincolnshire et du Yorkshire. Il est également informé de la proclamation de Robert Welles et fait convoquer auprès de lui Richard Welles et Thomas Dymoke. Désormais, le roi a conscience que son expédition ne sera pas une simple démonstration de force.

#### 8 mars
Édouard arrive à Royston et reçoit une lettre de son frère Georges. Celui-ci l'informe qu'il a décidé d'abandonner son voyage vers l'Ouest et de rejoindre Richard Neville, établi à Coventry. Les deux hommes marcheront ensuite vers le Nord avec leurs hommes pour le soutenir. Le roi remercie le duc de Clarence et le comte de Warwick de leur fidélité et délivre des brevets les autorisant à lever en son nom des troupes dans le Warwickshire et à Huntingdon.

#### 9 mars
Édouard IV se rend à Huntingdon, où Richard Welles et Thomas Dymoke lui sont amenés. Les deux hommes admettent leur participation dans la rébellion de Robert Welles. Cette confession annule le pardon qu'ils ont obtenu quelques jours auparavant, celui-ci ne s'appliquant qu'à leur implication dans les troubles pendant l'hiver contre Thomas Burgh. Le roi ordonne alors à Richard Welles d'écrire une lettre à son fils lui intimant de disperser son armée, sans quoi lui et Dymoke seront exécutés.

#### 11 mars
Robert Welles reçoit la lettre de son père. Il fait alors immédiatement faire demi-tour à ses troupes et retourne vers Stamford, sans doute pour confronter les troupes royales et secourir son père et son oncle. Il manque ainsi son rendez-vous avec les troupes du comte de Warwick et du duc de Clarence, qu'il a prévu de rencontrer à Leicester le lendemain. Les deux armées ne seront donc jamais réunies pour défaire le roi. À Fotheringhay, Édouard IV apprend lui aussi ce changement de cap, ce qui lui révèle les véritables intentions de son frère Georges et de Richard Neville.

#### 12 mars
Édouard IV arrive dans la matinée à Stamford et envoie ses éclaireurs à la recherche de l'armée rebelle, réputée être dans les environs. Il reçoit peu après une lettre de Richard Neville et de son frère Georges lui annonçant qu'ils comptent atteindre Leicester ce même jour. Le roi apprend au retour de ses éclaireurs que l'armée de Robert Welles se trouve positionnée à Tickencote Warren, à cinq milles de Stamford, près du village d'Empingham. Édouard se prononce alors pour une attaque immédiate, escomptant un effet de surprise face à une armée largement supérieure en nombre à la sienne, et se rend immédiatement en ce lieu.
Édouard place ses hommes au Nord de l'armée de Robert Welles et, quand les deux armées sont en vue l'une de l'autre, il fait publiquement exécuter Richard Welles et Thomas Dymoke pour haute trahison, suivant les conseils des barons et seigneurs qui se trouvent à ses côtés. Le roi semble avoir en effet été peu enclin à accorder sa grâce aux deux instigateurs d'une rébellion dans laquelle il risquait lui-même de perdre la vie. Il offre ensuite à Robert Welles son pardon s'il dépose définitivement et promptement les armes, mais ce dernier, horrifié par le sort de son père et de son oncle, refuse immédiatement et se prépare au combat. 
La bataille commence après cette dernière tentative de négociations. Même s'il est en infériorité numérique, Édouard IV dispose d'une armée bien mieux équipée et ordonne d'abord à ses troupes d'effectuer plusieurs tirs de canons afin de disperser l'armée de Welles. Ceci pousse les rebelles à attaquer mais ils sont pris en charge par la cavalerie et l'infanterie royale. L'avancée rebelle se termine rapidement en déroute, ce qui donne à la bataille son nom de Losecoat Field, puisque les rebelles jettent leurs armures pour s'enfuir plus vite. La bataille a duré tout au plus quelques dizaines de minutes et les pertes se révèlent minimes dans le camp royal.
Le roi obtient plusieurs preuves de la participation du comte de Warwick et du duc de Clarence dans la rébellion et voit ses soupçons antérieurs envers eux confirmés. Les rebelles ont en effet commencé leur avance aux cris de « À Warwick ! À Clarence ! » en signe de ralliement. En outre, plusieurs insurgés, dont Robert Welles, ont porté la livrée du duc de Clarence pendant la bataille. Enfin, l'envoyé du duc aux rebelles est tué pendant les combats et sur son cadavre sont découvertes des lettres d'encouragement aux insurgés, ce qui le place dès lors en situation de trahison envers la couronne.
Le chevalier Henry Stafford, époux de Marguerite Beaufort, espère prouver au roi Édouard IV sa loyauté en dépit de l'allégeance passée de sa famille envers la Maison de Lancastre en étant présent à ses côtés lors de la bataille. Il assiste par ailleurs à l'exécution de Richard Welles, malgré les liens familiaux de son épouse Marguerite avec lui. Une fois la bataille achevée, Stafford doit pourtant rapidement partir pour Maxey, où il transmet à Marguerite Beauchamp, la mère de son épouse Marguerite, la nouvelle de l'exécution pour haute trahison de Richard Welles, qui est également son beau-fils.

#### 13 mars
Édouard IV écrit à Richard Neville et à son frère Georges pour leur annoncer l'issue de la bataille et leur ordonner de dissoudre leurs redevances de comté. Il les prie ensuite de venir le rejoindre, escortés seulement par leurs simples retenues.
Depuis Tours, l'ambassadeur milanais en France Sforza de Bettini écrit : « D'Angleterre, nous apprenons que le roi et le comte de Warwick sont parfaitement d'accord. On nous dit aussi qu'ils préparent une flotte pour descendre sur la France ; mais cela semble peu probable ». Il ignore alors la nouvelle rébellion du comte de Warwick.

#### 14 mars
Richard Neville et son gendre reçoivent le messager royal, auquel ils annoncent accepter la demande du roi et précisent qu'ils ne sont accompagnés que par 1 000 hommes. Dès que le messager les a quittés, les deux magnats se déplacent vers le Nord en direction de Burton upon Trent, plutôt que d'aller vers l'Est rejoindre le roi. 
Édouard IV nomme Lord-grand-connétable John Tiptoft, 1er comte de Worcester. Ce dernier est réputé pour son inflexibilité mais aussi pour son indubitable loyauté envers la couronne.

#### 14 – 15 mars
Édouard IV reste à Grantham, où Robert Welles, capturé à Losecoat Field, lui est amené. Welles confesse que le but de la rébellion était de placer le duc de Clarence sur le trône à la place d'Édouard et nomme Richard Neville et Georges comme « partenaires et principaux provocateurs » de la rébellion.

#### 16 mars
Édouard IV quitte Grantham pour Newark et apprend qu'un autre soulèvement a éclaté dans la vallée du Wensleydale dans le Yorkshire, conduit par John Scrope, 5e baron Scrope de Bolton (en), et John Conyers. Pendant ce temps, Richard Neville et Georges, duc de Clarence, se rendent hâtivement vers le Nord, espérant rejoindre les rebelles du Yorkshire à Rotherham avant de pouvoir confronter l'armée d'Édouard.

#### 17 mars
Édouard IV reçoit une lettre du comte de Warwick et du duc de Clarence qui lui proposent de le rejoindre à Retford. Alors que les deux armées poursuivent parallèlement leur route vers le Nord, Richard Neville et Georges modifient leur message et demandent désormais des sauf-conduits et des pardons au roi avant de se rendre devant lui. Furieux et à présent fermement convaincu de leur culpabilité, Édouard leur répond que la peine pour lever les armes contre son roi est la mort.

#### 18 mars
Isabelle Neville se rend à Exeter, où elle accomplit un voyage vers les terres de son époux Georges, duc de Clarence.

#### 18 – 19 mars
Le comte de Warwick et le duc de Clarence atteignent Chesterfield et envoient leur avant-garde en direction de Rotherham, où ils espèrent trouver les insurgés du Yorkshire conduits par John Scrope et John Conyers, mais leurs alliés ne sont pas au rendez-vous.

#### 19 mars
Édouard IV arrive à Doncaster, où il ordonne sommairement l'exécution de Robert Welles et de son lieutenant Richard Warren pour haute trahison. Il promet toutefois son pardon à quiconque désertera Richard Neville et Georges. C'est ainsi que le messager du comte et du duc, William Parr, venu réclamer une nouvelle fois pour eux des sauf-conduits, est pressé par le roi d'accepter son pardon et de se soumettre, ce qu'il accepte de faire.

#### 20 mars
William de Berkeley, 2e baron Berkeley, et Thomas Talbot, 2e vicomte Lisle, s'affrontent au cours de la bataille de Nibley Green au sujet de l'héritage de Thomas de Berkeley, 5e baron Berkeley. Cet affrontement constitue la dernière bataille privée dans l'Angleterre féodale. Lisle, en infériorité numérique flagrante, est sèchement battu et tué. Ses troupes s'enfuient à l'annonce de sa mort, tandis que l'armée de Berkeley se rend au manoir de Lisle situé à Wotton-under-Edge et le met à sac.
Édouard IV se trouve à présent à la tête d'une armée qui ne cesse de recevoir des renforts — « on dit que jamais l'Angleterre ne vit tant d'hommes de belle mine et si bien équipés » — et marche sur Rotherham, où il compte intercepter les « grands rebelles ». Mais l'armée royale ne rencontre que l'avant-garde rebelle, Richard Neville et Georges, duc de Clarence, ayant renoncé à combattre le roi au vu de l'effondrement de leurs soutiens.

#### 21 mars
Plutôt que de risquer de gâcher leurs troupes dans une bataille jugée perdue d'avance, le comte de Warwick et le duc de Clarence s'orientent vers l'Ouest et traversent les Pennines avant de se rendre à Manchester où ils implorent le soutien de Thomas Stanley, 1er baron Stanley, mais celui-ci refuse de leur apporter son soutien, malgré ses liens familiaux avec Richard Neville, dont il a été le beau-frère.

#### 22 mars
Édouard IV renonce à poursuivre Richard Neville et son frère Georges lorsque ses officiers lui conseillent de se rendre à York afin d'empêcher les rebelles locaux de rejoindre le comte de Warwick et de se réapprovisionner avant de traverser les Pennines. En entrant dans York, le roi reçoit la soumission de John Scrope et de John Conyers et leur accorde promptement son pardon.

#### 23 mars
Depuis York, Édouard IV ordonne aux autorités locales à Calais et en Irlande d'empêcher d'accueillir le comte de Warwick et le duc de Clarence et de les appréhender au nom de la couronne. Il déchoit en outre son frère Georges de son poste de Lord lieutenant d'Irlande et le remplace par le comte de Worcester.

#### 24 mars
Édouard IV donne au comte de Warwick et au duc de Clarence, qui ont fait demi-tour à Manchester pour se rendre vers le Sud, jusqu'au 28 mars pour se présenter devant lui et se soumettre, sans quoi ils seront proclamés traîtres et une récompense de 1 000 livres sera placée sur leurs têtes.

#### 25 mars
À York, Henry Percy est solennellement institué comte de Northumberland, tandis que John Neville est en compensation créé marquis Montagu, qui lui permet d'être l'un des plus importants pairs d'Angleterre en termes de prestige mais ne lui apporte pas autant de terres que le comté de Northumberland.

#### 26 mars
Édouard IV ordonne la mobilisation à ses représentants dans les comtés du Sud-Ouest, mais cet ordre n'est guère efficace puisque Richard Neville et Georges, duc de Clarence, atteignent Bristol avant les messagers royaux. Richard, duc de Gloucester, reçoit ainsi une commission pour lever des hommes à Gloucester et à Hereford.

#### 27 mars
Informé des mouvements de Richard Neville et de Georges, Édouard IV quitte York et se rend en hâte en direction du Sud-Ouest.

#### 29 mars
Édouard IV retourne brièvement à Doncaster, avant de poursuivre sa route vers Worksop.

#### 31 mars
Trois jours après la date-butoir fixée par le roi pour se présenter devant lui, le comte de Warwick et le duc de Clarence sont officiellement proclamés traîtres et des ordres sont émis pour procéder à leur arrestation dans tout le royaume et ses dépendances. Édouard IV, alors établi à Leicester, ordonne également à Edmond Grey, 1er comte de Kent, de se rendre dans le Devon et en Cornouailles afin d'y prendre le contrôle des troupes royales et d'attaquer les troupes rebelles locales.

### Avril

#### 3 avril
Talonnés par Édouard IV qui séjourne alors à Coventry avec sa puissante armée, Richard Neville et son gendre Georges se rendent à Exeter où ils logent quelque temps dans le palais de l'évêque John Booth afin d'y rassembler leurs maigres troupes et de préparer leur fuite depuis Dartmouth. Richard Neville est rejoint par son épouse Anne de Beauchamp et sa seconde fille Anne. Sa fille aînée Isabelle se trouve déjà à Exeter depuis le 18 mars, ostensiblement en voyage vers les terres de son époux Georges, même s'il est probable qu'elle s'y soit rendue par sécurité en prévision de l'insurrection de son père.
Louis XI reçoit des rumeurs de la victoire de Richard Neville, comme le rapporte l'ambassadeur Bettini : « Sa Majesté a reçu des nouvelles […] que le comte de Warwick s'était engagé dans une nouvelle bataille avec le roi Édouard, chaque partie ayant tout le pouvoir et l'avantage possible, et finalement le comte a remporté la victoire, qui était telle, qu'outre un grand nombre des principaux barons et seigneurs du roi étant tués, le roi Édouard lui-même est mort et tout demeure dans les mains dudit comte de Warwick, le vainqueur ». Il laisse éclater sa jubilation, car il est en effet inquiet de l'alliance d'Édouard IV avec son puissant vassal Charles le Téméraire.

#### 6 avril
Édouard IV quitte Coventry pour Burford.

#### 9 ou 10 avril
Le comte de Warwick et le duc de Clarence, accompagnés de leurs proches, embarquent à Dartmouth et se dirigent vers Calais, où ils espèrent trouver refuge.

#### 14 avril
Édouard IV atteint Exeter à la tête d'une immense armée de près de 40 000 hommes, mais cette force lui est inutile en raison de la fuite de Richard Neville et son frère Georges. Le roi est invité par le maire et les corporations à dîner dans le guildhall, où il découvre que la voûte est ornée des armoiries du comte de Warwick. Il laisse alors au sein du bâtiment son épée personnelle en signe de rappel de son autorité aux citoyens d'Exeter.

#### Avant le 16 avril
Espérant répéter les exploits navals qui lui avaient permis de vaincre et de s'emparer d'Henri VI en 1460, Richard Neville se rend à Southampton, où se trouve son navire La Trinité. Alors qu'il navigue près de l'île de Wight, il envoie son homme de main Geoffroy Gate se saisir de son vaisseau mais les forces de Gate sont repoussées par Anthony Woodville, 2e comte Rivers (en) et frère de la reine Élisabeth Woodville, tandis que Gate et nombre de ses hommes sont faits prisonniers.

#### 16 avril
Richard Neville arrive au large de Calais et espère y être accueilli avec ses proches, d'autant qu'il est le capitaine de la ville depuis 1455. La garnison de Calais, bien que conduite par son allié et lieutenant John Wenlock, refuse fermement de désobéir aux instructions d'Édouard IV et ordonne même, à l'instigation de Gaillard IV de Durfort, de tirer sur ses navires. Durfort reste inflexible, même lorsque le comte de Warwick demande que sa fille Isabelle, alors enceinte, puisse être admise dans la ville pour y accoucher. Isabelle Neville donne naissance peu après à un enfant, soit une fille prénommée Anne, soit un fils dont on ne dispose pas du nom.

#### 17 avril
L'enfant de Georges et d'Isabelle Neville meurt peu après sa naissance, privant le comte de Warwick et le duc de l'héritier dont ils ont besoin pour poursuivre leurs ambitions. John Wenlock fait envoyer du vin à bord du navire du comte et lui conseille de se réfugier en France, Calais étant selon lui une souricière farouchement loyale à Édouard IV. Il lui promet secrètement que, dès qu'il aura trouvé des soutiens en France, lui et sa garnison se mettront à sa disposition.
Le duc de Gloucester reçoit de son frère aîné Édouard IV des brevets l'autorisant à lever des troupes au nom du roi en Cornouailles et dans le Devon.

#### 20 avril
La flotte de Richard Neville quitte Calais et est rejointe par celle de son cousin illégitime Thomas Neville, surnommé le « bâtard de Fauconberg ». L'escadre de Thomas Neville vient de quitter celle de John Howard. Aidé par ces renforts, le comte de Warwick lance de fructueux actes de piraterie contre les navires marchands bourguignons qui sillonnent la Manche et s'empare de plusieurs vaisseaux, ce qui ne fait qu'irriter le duc Charles le Téméraire. Bien que John Howard le poursuive et reprenne certains navires bourguignons, le comte réussit à se réfugier en Normandie.

#### 22 avril
John de Vere, 13e comte d'Oxford, embarque pour la France. Issu d'une famille lancastrienne mais marié à une sœur de Richard Neville, il est un adversaire farouche d'Édouard IV depuis l'exécution de son père en 1462 et a soutenu la rébellion de son beau-frère l'été précédent. En raison de la fuite précipitée du comte de Warwick, le comte d'Oxford craint d'être à la merci du roi Édouard et préfère trouver asile à la cour de Louis XI.

#### 24 avril
Le duc Charles le Téméraire ordonne la mobilisation de sa flotte de guerre afin qu'elle s'engage contre celle du comte de Warwick, qu'il accuse d'avoir saisi entre 60 et 64 navires appartenant à ses sujets flamands.

#### 25 avril
Édouard IV se rend à Salisbury et ordonne à John Say de confisquer en son nom les terres de Richard Neville, de son frère Georges et de Robert Welles. Il donne en outre pouvoir au comte de Wiltshire et à Walter Blount, 1er baron Mountjoy (en), de pardonner tout rebelle se soumettant avant le 7 mai.

#### 30 avril
Le comte de Worcester reçoit à nouveau la faveur royale en étant nommé chambellan de l'Échiquier.

### Mai

#### 1ermai
Sans aucune alternative, Richard Neville se retrouve contraint de se réfugier en France et d'abriter sa flotte et ses proches dans l'embouchure de la Seine, à Honfleur. Lorsqu'il apprend l'arrivée des « grands rebelles », Louis XI s'empresse d'envoyer à Honfleur l'amiral de France Louis de Bourbon-Roussillon et l'archevêque de Narbonne Antoine Crespin afin que ces derniers s'assurent qu'ils soient traités avec tous les honneurs dus à leur rang. Il tient effectivement le comte de Warwick en haute estime, les deux hommes se connaissant depuis 1464, lorsque Neville avait été envoyé auprès de Louis par Édouard IV afin d'y négocier une potentielle alliance.

#### 5 mai
Le duc Charles le Téméraire, mis au courant de la fuite de Richard Neville en France, écrit à Louis XI afin de lui demander de l'expulser. L'attaque de la flotte flamande par le comte de Warwick l'a placé en ennemi de Charles, ce dernier exige donc que Louis coopère à ses demandes, sans quoi le roi de France rompra les clauses du traité de Péronne qu'ils ont tous deux signés en 1468, par lequel chacun s'est engagé à ne pas accueillir les ennemis de l'autre. Charles exprime les mêmes demandes au Parlement de Paris, espérant que ce dernier presse Louis XI de se soumettre à sa requête.
Alors qu'il séjourne quelque temps à Southampton, Édouard IV émet une série de pardons pour les adhérents du comte de Warwick et du duc de Clarence qui sont venus se soumettre à son autorité. Le roi reste dans la ville plusieurs jours encore, afin d'empêcher un potentiel débarquement des rebelles et de pacifier la région.

#### 7 mai
En récompense de son revers d'allégeance en sa faveur, Édouard IV nomme à Southampton William Parr, le messager des « grands rebelles » qui avait accepté son offre de pardon le 19 mars, lieutenant royal dans les Marches écossaises de l'Ouest ainsi que connétable de Carlisle. Parr est en outre exclu des listes de rebelles ayant apporté leur soutien au comte de Warwick et se rend peu après pour le Nord du royaume, afin d'y accomplir ses nouvelles fonctions.

#### Avant le 8 mai
À Southampton, Édouard ordonne l'exécution des rebelles ayant tenté de s'emparer de La Trinité le mois précédent. Ceux-ci ont en effet été exclus de l'offre de pardon royal. Geoffroy Gate reçoit rapidement un pardon royal mais s'enfuit dans un sanctuaire afin d'échapper à la vindicte royale, tandis que Henry Wrottesley et Richard Clapham sont livrés à la justice royale pour être condamnés à mort. Le comte de Worcester officie à cette occasion en tant que Lord-grand-connétable. Bien qu'il soit un homme érudit et profondément loyal envers la couronne, il ordonne que les rebelles condamnés à mort soient non seulement hanged, drawn and quartered mais aussi empalés. Ce traitement cruel provoque la colère de la population locale et vaut dès lors au comte son surnom de « Boucher d'Angleterre ».

#### 10 mai
Bien qu'assez peu impliqué dans les affaires du royaume, William Fitzalan, 9e comte d'Arundel, est nommé par Édouard IV connétable du château de Douvres et gouverneur des Cinq-Ports. Il est notamment chargé de protéger les côtes anglaises du Sud-Est contre une éventuelle attaque de la flotte de Thomas Neville et de fournir un soutien matériel à John Howard dans sa traque contre la flotte de Richard Neville.

#### 12 mai
Louis XI fait savoir au comte de Warwick, qui patiente à Honfleur, qu'il ne peut le recevoir en raison du traité de Péronne et lui conseille de se rendre dans les îles anglo-normandes afin d'échapper à la flotte bourguignonne. En outre, le roi de France souligne que, depuis les îles anglo-normandes, Richard Neville pourra se rendre à Cherbourg ou Granville dans le Cotentin sous prétexte de se ravitailler. Le comte décline cette dangereuse proposition, qui l'écarterait de Louis XI et diminuerait son importance d'exilé, et décide de demeurer à Honfleur.
Le roi de France fait quérir sa cousine Marguerite d'Anjou, l'épouse du roi déchu et emprisonné Henri VI, et leur fils Édouard de Westminster. Tous deux se sont enfuis en France en 1463 et établis dans le duché de Lorraine, possession de René d'Anjou, le père de Marguerite. Cet ordre semble suggérer que Louis XI envisage dès cette date la possibilité d'une réconciliation et d'une alliance entre Marguerite et Richard Neville contre Édouard IV, bien que le comte de Warwick ait aidé en 1461 Édouard à priver Henri VI de sa couronne et à chasser Marguerite d'Angleterre.

#### 17 mai
L'ambassadeur milanais Sforza de Bettini rapporte qu'à cette date Louis XI presse Richard Neville « par tous les moyens en son pouvoir » d'embarquer pour l'Angleterre et se montre prêt à lui fournir des navires de guerre et des troupes pour mener à bien sa campagne contre Édouard IV. Toujours selon Bettini, « en conséquence, on pense qu'il reviendra bientôt [en Angleterre] ». Des rumeurs commencent également à circuler, selon lesquelles le prince Édouard de Westminster serait prêt à accompagner le comte de Warwick en Angleterre pour renverser Édouard IV et restaurer Henri VI sur le trône.

#### 19 mai
Louis XI informe le comte de Warwick que ses arguments pour rester en France sont fondés mais exprime son souhait qu'il se rende dans d'autres ports de la Seine. Il se déclare en revanche prêt à le rencontrer secrètement au château de Vaujours, près de Tours.

#### 23 mai
Thomas Neville mène depuis la Seine des actes de piraterie contre des navires flamands et saisit 15 ou 16 vaisseaux dans la Manche. Il atteint ensuite le port bourguignon de L'Écluse où il détruit un navire flamand. À cette occasion, un navire de l'amiral de France participe à l'attaque de la flotte aux cris de : « À Warwick ! À Clarence ! ». Louis XI tente d'apaiser le duc de Bourgogne en lui restituant certains navires et en en offrant d'autres en compensation.

#### 25 mai
Malgré l'apparente bonne foi du roi de France, Charles le Téméraire lui fait remarquer que trois vaisseaux doivent lui être retournés et maintient que le comte de Warwick et le duc de Clarence se comportent en ennemis envers lui.

#### 29 mai
Furieux face à la mauvaise volonté de Louis XI, Charles le Téméraire écrit à son conseil : « Les navires que vous dites avoir été envoyés par le roi contre les Anglais ont maintenant attaqué les navires de mes sujets à leur retour sur leurs territoires ; mais, par Saint-Georges, si quelque chose peut être fait, avec l'aide de Dieu, je le ferai, sans attendre votre permission, ni vos explications de décision judiciaire ». Charles fait également part de sa fureur aux ambassadeurs de Louis en ces termes : « Quand quelqu'un que nous considérons comme notre ami se lie d'amitié avec nos ennemis, nous le recommandons à tous les cent mille diables en Enfer ».

### Juin

#### 1erjuin
Malgré la confiscation des terres de Robert Welles qu'il a ordonnée quelques semaines auparavant, Édouard IV les accorde rapidement à sa sœur Joan Welles et à l'époux de celle-ci, Richard Hastings. Le roi est en effet suffisamment assuré de la loyauté de Richard Hastings, qui est le frère de son plus proche ami, compagnon d'armes et Lord Chambellan William Hastings, 1er baron Hastings.

#### 2 juin
Craignant un débarquement du comte de Warwick et du duc de Clarence et malgré le soutien actif de la flotte de son beau-frère bourguignon, Édouard IV ordonne aux shérifs du West Country et du Kent de mobiliser leurs effectifs dès que possible et de se préparer à repousser une éventuelle invasion.
Sforza de Bettini évoque déjà la possibilité d'un mariage entre Édouard de Westminster et Anne Neville, la seconde fille du comte de Warwick : « On est certain qu'ils vont organiser un mariage entre une fille du comte [de Warwick] et le prince de Galles [Édouard de Westminster] ».

#### 6 juin
Sous le prétexte d'y célébrer la fête de la Pentecôte, Édouard IV se rend dans le Kent, en la ville de Canterbury. Il est plus probable qu'il se soit rendu dans le Sud-Est afin de consolider ses défenses navales face à un éventuel coup de force mené par la flotte du comte de Warwick.

#### 7 juin
Bien qu'il ait été enclin à réconcilier rapidement Richard Neville avec Marguerite d'Anjou, Louis XI constate que ses projets sont plus longs à réaliser que prévu et envoie ses hommes chercher Marguerite et son fils en Lorraine. Il écrit à sa cousine pour lui demander de se rendre auprès de lui afin qu'elle signe une trêve de trente ans entre la France et la Maison de Lancastre. En échange, Louis lui promet d'aider Henri VI à recouvrer son royaume dans les plus brefs délais. Marguerite accepte la proposition du roi de France et annonce sa venue imminente.

#### 8 – 12 juin
Louis XI reçoit gracieusement et publiquement Richard Neville et Georges au château d'Amboise. Il envoie ses notables les accueillir, leur présente son épouse Charlotte de Savoie et discute longuement avec eux au sujet des affaires d'Angleterre pendant plusieurs jours. Neville, conscient qu'il se trouve à présent dans une situation désespérée, est convaincu par Louis que sa seule solution pour regagner l'Angleterre est d'abandonner son projet d'installer son gendre sur le trône et de s'allier avec Marguerite d'Anjou. Il informe Louis XI qu'il souhaite lier sa fortune à celles d'Henri VI et de Marguerite d'Anjou et est désormais prêt à se battre pour eux. 
Louis XI promet à Richard Neville qu'il fera pression sur Marguerite pour qu'elle lui fasse grâce et lui fournisse ultérieurement un rôle de premier plan au sein du gouvernement d'Henri VI. Il assure en outre au comte de Warwick une flotte, des hommes et 25 000 couronnes pour la reconquête de l'Angleterre, si, dès sa victoire acquise, le comte s'engage à lier l'Angleterre par un traité de paix avec la France et à soutenir Louis contre la Bourgogne. Richard Neville accepte la proposition de Louis XI, en particulier lorsque celui-ci suggère que l'alliance avec Marguerite d'Anjou soit scellée par le mariage d'Édouard de Westminster avec sa fille Anne.
Louis XI fait enfin clairement comprendre au comte de Warwick qu'il ne considère pas son gendre le duc de Clarence comme fiable et que son propre plan pour restaurer Henri VI sur le trône d'Angleterre a de bien meilleures chances de succès que le plan initial de Richard Neville visant à donner la couronne à Georges. Ce dernier réalise rapidement qu'il ne devra jouer aucun rôle dans le plan de Louis XI si ce n'est de fournir son soutien à son beau-père et que celui-ci est moins intéressé à le faire roi qu'à servir ses propres intérêts, surtout en constatant le projet de mariage d'Édouard de Westminster avec Anne Neville.

#### 8 juin
La reine Élisabeth Woodville arrive à Canterbury, où elle rejoint son époux pour les célébrations de la Pentecôte. Le prieur John Oxney et les moines de la ville reçoivent le couple royal à la grande porte de l'abbaye de Saint-Augustin, et un service d'actions de grâces suit en leur honneur.

#### 9 juin
Anthony Woodville, 2e comte Rivers, et d'autres proches conseillers d'Édouard IV rejoignent la famille royale à Canterbury.

#### 10 juin
Le couple royal se rend en procession à la messe célébrée à l'occasion de la Pentecôte par l'évêque de Rochester Thomas Rotherham. 

#### 11 juin
La reine Élisabeth Woodville assiste à la messe et au vêpres à l'abbaye Saint-Augustin de Canterbury, avant de repartir en direction de Londres. Édouard IV se rend pour sa part vers Douvres et Sandwich, afin d'y inspecter les fortifications et d'ajuster le dispositif de défense. Il retourne dans sa capitale quelques jours plus tard.
Anthony Woodville est nommé par son beau-frère Édouard IV gouverneur et lieutenant de Calais et de Guînes, probablement en raison de la loyauté douteuse de John Wenlock à la suite des récents évènements. Rivers embarque peu après à Southampton à la tête d'une flotte conséquente. 
Simultanément, le duc Charles le Téméraire mobilise une flotte de 6 000 hommes sous le commandement de son demi-frère Antoine et du seigneur Louis de Gruuthuse afin de patrouiller dans la Manche. Cette flotte rejoint dans les jours qui suivent celle dirigée par le comte Rivers.

#### 12 juin
Après plusieurs entrevues avec Louis XI, le comte de Warwick et le duc de Clarence quittent Amboise. Georges retourne en Normandie auprès de son épouse Isabelle, tandis que Richard Neville patiente à Vendôme en attendant que Louis XI reçoive Marguerite d'Anjou.

#### 18 juin
Le duc Richard de Gloucester se rend au nom de son frère Édouard IV en Galles. Il y préside alors à Carmarthen des sessions de justice royale afin d'y restaurer l'ordre local et de s'assurer de la loyauté des sujets envers la couronne.

#### 22 juin
Jean Bourré, conseiller de Louis XI, fait remarquer à Richard Neville que la réussite de son entreprise n'est possible que s'il part rapidement pour l'Angleterre. Ce dernier lui rétorque qu'il attend de rencontrer Marguerite d'Anjou au Mans le 3 juillet afin de signer un accord. Bien qu'il ait prévu de conquérir l'Angleterre début août, le comte conclut qu'il lui est préférable de ne pas gâcher ses forces dans une invasion mal coordonnée et d'attendre de négocier avec Marguerite.
Partie de ses terres situées en Lorraine quelques jours auparavant, Marguerite d'Anjou est accueillie à Amboise par Louis XI avec son fils Édouard et ses partisans lancastriens. Le roi de France et son épouse lui réservent un accueil très chaleureux et reçoivent avec respect la cour lancastrienne en exil, qu'ils accueillent dans les plus somptueux appartements du château. Louis informe Marguerite son désir de traiter des affaires d'Angleterre le plus tôt possible.
Édouard IV déclare John Paston coupable de félonie pour avoir fait tuer plusieurs hommes lors du siège du château de Caister entre août et septembre 1469. Paston, alors propriétaire de Caister, avait pourtant dû faire face à un siège de la forteresse mené par John de Mowbray, 4e duc de Norfolk, qui convoite lui aussi Caister. Elizabeth Talbot, duchesse de Norfolk, promet alors à Paston d'intercéder en sa faveur auprès de son époux le duc afin qu'il demande au roi d'assouplir sa décision.

#### 23 juin
Louis XI fait part à Marguerite d'Anjou de son projet : avec son aide logistique et financière, la Maison de Lancastre a de sérieuses chances de renverser Édouard IV, mais cette restauration ne peut s'accomplir qu'avec l'assistance de Richard Neville. Le roi de France demande donc à sa cousine de considérer une alliance avec le comte puisqu'il est désormais le seul homme capable de conquérir l'Angleterre en son nom et de susciter un élan de sympathie auprès de la noblesse et du peuple.
Marguerite se révèle choquée, puis horrifiée, et enfin furieuse. Elle laisse entendre à son cousin qu'une telle alliance est impossible, notamment parce qu'elle pourrait lui aliéner ses propres partisans, dont le soutien lui semble crucial pour mener une quelconque expédition militaire. Elle déclare en outre que le comte de Warwick l'a non seulement chassée de son royaume, mais a en outre sali sa réputation en sous-entendant que son fils Édouard est illégitime. 
Pourtant, Louis XI lui fait rapidement comprendre qu'il s'agit de sa seule solution pour regagner le trône de son époux et, aidé du conseiller de Marguerite, John Fortescue, il parvient à la convaincre. Marguerite réclame en revanche une entrevue avec le comte de Warwick avant de se prononcer et précise toutefois que le prince Édouard n'accompagnera pas l'expédition du comte, craignant pour sa vie et bien que Louis XI ait affirmé que sa présence facilitera une insurrection en sa faveur.

#### 24 juin
Sur ordre d'Édouard IV, le titre de gardien des Marches écossaises de l'Ouest est retiré à John Neville, désormais 1er marquis Montagu, pour être remis à Henry Percy, 4e comte de Northumberland. Cette mesure attise le mécontentement de Montagu qui se considère humilié une nouvelle fois malgré ses protestations de fidélité. Il est pourtant possible que le roi ait soupçonné John Neville d'avoir été passif lors de la rébellion de son frère Richard en mars. À l'inverse, Édouard espère s'attirer par cette mesure la sympathie du comte de Northumberland, en dépit de son ancienne allégeance à la Maison de Lancastre par le passé.

#### 29 juin
Apprenant que les discussions de Louis XI avec Marguerite d'Anjou sont plus longues que prévu, Warwick se rend à Honfleur, d'où il supervise le transfert de certains de ses navires vers Barfleur, afin de les protéger de la flotte bourguignonne qui patrouille les côtes normandes. Il est rejoint par l'amiral de France.

#### 30 juin
Pour faire fléchir la reine Marguerite et lui faire marque de sa bonne foi, Louis XI désigne le prince Édouard de Westminster comme l'un des parrains de son fils et héritier Charles, que son épouse Charlotte de Savoie vient de mettre au monde à Amboise le jour même.

#### Fin juin
Jacquette de Luxembourg visite son gendre Édouard IV au Palais de Westminster et lui réclame justice pour son époux Richard Woodville, 1er comte Rivers, et son fils John Woodville, exécutés sur ordre du comte de Warwick en août 1469 en raison de leur influence auprès du roi. Outre Richard Neville, le prieur hospitalier John Langstrother, Geoffroy Gate, Edward Grey de Groby et Thomas Wake sont convoqués par le roi pour répondre de leurs actes dans cette affaire.

### Juillet

#### 2 juillet
La flotte anglo-bourguignonne mène un raid contre Harfleur et Saint-Vaast-la-Hougue. Le comte Rivers et le Flamand Hans Voetken s'emparent à cette occasion de 14 navires flamands capturés par Warwick en avril et en détruisent d'autres. Le combat résulte en la mort de 500 à 600 hommes. Pendant que Rivers retourne en Angleterre, les Bourguignons se rendent ensuite devant l'embouchure de la Seine dont ils bloquent l'entrée.
De retour en Angleterre avec sa propre flotte, John Howard est nommé par le roi Édouard lieutenant de la forteresse de Calais en remplacement de Rivers, rappelé à la cour. Il semble alors que le roi doute toujours de la loyauté de John Wenlock. On ne dispose en revanche d'aucune preuve permettant de savoir si Howard s'est rendu à Calais à la suite de sa nomination : il est davantage probable qu'il soit resté le long de la Manche dans le but d'y protéger le trafic marchand.

#### 8 juillet
Warwick se rend à Valognes, où se trouvent ses proches, et attend que le roi Louis XI lui fixe une date d'entrevue avec la reine Marguerite d'Anjou. Les négociations ne semblent alors pas fructueuses, puisque qu'à ce moment-là est publié un manifeste à l'encontre d'Édouard IV dans lequel sont seulement mentionnés Warwick et Clarence. Il est possible que Warwick commence alors à envisager de mener son expédition en Angleterre sans l'aide de la Maison de Lancastre.

#### 10 juillet
Édouard IV comble à nouveau d'honneurs le comte de Worcester en lui remettant le poste de Lord grand trésorier. Worcester est à cette date l'un des plus chauds partisans de la politique royale et est ainsi récompensé de son impitoyable sévérité lors de l'exécution des affidés de Warwick à Southampton en mai.

#### 15 juillet
Louis XI fait déplacer sa cour à Angers, où il rend ostensiblement visite à son oncle René d'Anjou, le père de Marguerite. Il espère y mener plus secrètement les négociations entre Warwick et Marguerite d'Anjou et compte sur le soutien de René et de ses conseillers pour faire pression sur Marguerite. Louis s'attèle rapidement à la tâche : en effet, après avoir solennellement présenté la comtesse de Warwick et sa fille Anne à Marguerite d'Anjou, le roi de France fait savoir peu après à Marguerite que le comte est prêt à donner sa fille Anne en mariage au prince Édouard afin de conforter leur alliance contre Édouard IV.
Marguerite se révèle hostile à un tel projet et exprime apparemment un profond courroux : « Donnera-t-il effectivement sa fille à mon fils, qu'il a si souvent décrié comme la progéniture de l'adultère ou de la fraude ? » La reine exilée affirme en outre qu'un mariage entre son fils et Élisabeth, la fille aînée d'Édouard IV, lui serait plus bénéfique puisque, selon elle, la Maison de Lancastre retournerait sur le trône à la mort d'Édouard IV. Marguerite prétend avoir reçu en ce sens une missive d'Angleterre, mais il est peu probable qu'Édouard IV ait concédé à un tel projet, d'autant que son épouse Élisabeth Woodville est alors potentiellement enceinte d'un héritier mâle.

#### 16 juillet
Le chevalier Henry Stafford dîne à Guildford avec John Bourchier, 1er baron Berners et chambellan de la reine Élisabeth Woodville. Il est possible que cette rencontre ait été organisée à la demande du roi Édouard afin que Stafford soit mis au courant des ordres d'être prêt à rejoindre l'armée royale dès que possible.

#### Mi-juillet
Le chroniqueur bourguignon Philippe de Commynes, qui a été envoyé à Calais par Charles le Téméraire afin de s'assurer de la loyauté de la garnison envers Édouard IV, rapporte une conversation qu'il a entretenue avec John Wenlock : « Il m'a dit en outre qu'il serait facile de parvenir à un règlement car ce jour-là, une dame avait traversé Calais pour se rendre chez ma dame de Clarence en France. Elle portait une offre du roi Édouard d'ouvrir des pourparlers de paix. […] Il a été lui-même trompé par cette dame, car elle allait mener une série de négociations qui finirent par porter préjudice au comte de Warwick et à tous ses partisans ». Surnommée la « dame de Calais » par l'historien Paul Murray Kendall, cette messagère est interrogée à Calais par Wenlock, intrigué par les arguments de cette femme, qui prétend être envoyée par le roi Édouard pour soutenir la duchesse de Clarence après la mort de son enfant en avril. La dame en question confesse alors à Wenlock qu'Édouard IV est soucieux de négocier la paix avec Warwick et présente des documents venant corroborer ses dires. En réalité, la « dame de Calais » se rend secrètement non pas auprès du comte de Warwick mais chez le duc de Clarence, qui s'absente de la rencontre imminente entre Warwick et Marguerite d'Anjou.
Une fois admise chez Clarence, la dame présente au duc des lettres du roi Édouard qu'elle avait dissimulées à Wenlock et dans lesquelles le roi conjure son frère de se réconcilier. Elle lui rappelle en outre qu'une restauration lancastrienne lui sera d'autant plus préjudiciable, malgré ses liens familiaux avec Warwick. Selon Commynes, « il devrait examiner très attentivement si Warwick le ferait roi d'Angleterre lorsque le comte aurait fait épouser sa fille [Anne] avec le prince de Galles et lui aurait déjà rendu hommage ». Apparemment convaincu par les arguments de la dame, Clarence fait savoir à son frère aîné qu'il se soumettra à lui dès que l'occasion se présentera à nouveau. L'identité de cette agente demeure encore inconnue, mais Commynes précise que « cette femme n'était pas idiote et elle ne parlait pas à la légère. Elle a eu l'occasion de rendre visite à sa maîtresse et c'est pour cette raison qu'elle a pu se déplacer plus rapidement qu'un homme. Et si séduisant que fût le seigneur Wenlock, cette femme le trompa et exécuta cette mission secrète qui mena à la défaite et à la mort du comte de Warwick et de tous ses disciples ». Aux yeux du chroniqueur, l'action de cette mystérieuse femme aura des conséquences décisives lors de la défaite finale de Warwick et des Lancastre l'année suivante.

#### Avant le 20 juillet
Le duc de Bourgogne ordonne la séquestration des biens des marchands français présents à la foire d'Anvers, déclarant qu'ils ne seront restitués que lorsque les dommages causés quelques semaines auparavant par la flotte de Warwick seront réparés.

#### 22 juillet
À la cathédrale Saint-Maurice d'Angers, Louis XI organise la rencontre de Marguerite d'Anjou et du comte de Warwick. La plupart des chroniques contemporaines rapporte que Warwick est contraint de s'agenouiller devant la reine et d'implorer son pardon pendant près d'un quart d'heure pour tous les maux qu'il a pu lui porter, « s'adressant à elle avec les paroles les plus émouvantes qu'il ait pu inventer, demandant pardon pour tous les torts qu'il lui avait causés, et la suppliant humblement de lui pardonner et de lui rendre sa faveur ». À l'inverse, l'ambassadeur Sforza de Bettini présente la reine comme davantage pragmatique qu'à l'ordinaire : « elle lui pardonna gracieusement ».
Bien que les clauses de la réconciliation soient officiellement présentées, il est très probable que les deux parties se soient mises d'accord avant même cette rencontre, censée entériner l'alliance de Warwick et Marguerite. Marguerite exige avant tout accord qu'il accepte de retirer l'accusation en France et, ultérieurement, en Angleterre, que son fils Édouard de Westminster est illégitime. Le rôle des conseillers ecclésiastiques de Marguerite, John Fortescue et John Morton, est sans doute décisif dans le pardon qu'offre la reine à son ancien adversaire. Une fois ces premières formalités conclues, la reine et le comte s'attèlent aux conditions de leur alliance avec l'aide de Louis XI.
John de Vere, 13e comte d'Oxford, et Jasper Tudor, demi-frère d'Henri VI et 1er comte de Pembroke (son titre a été remis par Édouard IV aux Herbert en 1468), participent également à la réunion et servent d'intermédiaires entre Warwick et Marguerite, dont les rapports restent tendus. Oxford est chaleureusement reçu par la reine, qui lui pardonne sa soumission passée à Édouard IV en raison de l'exécution de son père : « la reine a dit que son pardon était facile à acheter, car elle savait que lui et ses amis avaient beaucoup souffert des querelles du roi Henri [VI] ». Quant à Tudor, il dispose de forts soutiens en Galles et sera prêt à accompagner l'expédition de Warwick, selon Bettini.
Après de longues négociations, le mariage d'Édouard de Westminster et d'Anne Neville pour sceller l'alliance est accepté par la reine, mais Marguerite précise que le prince ne retournera en Angleterre que lorsque Warwick aura reconquis l'essentiel de l'Angleterre et que le mariage aura lieu par la suite. Elle accepte en revanche que Warwick gouverne l'Angleterre au nom d'Henri VI, affaibli par son incarcération et ses précédentes crises de folie, en tant que régent et gouverneur en attendant qu'elle et le prince Édouard retournent en Angleterre. Marguerite consent également à ce que Warwick soit le gardien du prince s'il succède au trône avant sa majorité.
Louis XI promet de fournir argent, soldats et navires pour le succès de l'entreprise de la Maison de Lancastre. Marguerite assure le roi de France qu'elle fera appel à ses alliés lancastriens exilés, dont Edmond Beaufort, 3e duc de Somerset, et Henri Holland, 3e duc d'Exeter, pour soutenir Warwick. Quant au duc de Clarence, Warwick parvient à arracher de la reine la promesse qu'il retrouve le titre paternel de duc d'York et soit héritier du trône si la lignée du prince Édouard de Westminster vient à s'éteindre. Tous les seigneurs anglais présents acceptent la demande de Louis XI de conclure après la réussite de ce plan une alliance défensive avec la France contre la Bourgogne.

#### 25 juillet
Le prince Édouard de Westminster est fiancé à Anne Neville en la cathédrale d'Angers. La cérémonie se fait en présence du roi de France, de René d'Anjou, de la reine Marguerite, du comte et de la comtesse de Warwick et de la duchesse de Clarence, tandis que le duc de Clarence est absent. Louis XI confie à l'ambassadeur Bettini : « Aujourd'hui, nous avons fait le mariage de la reine d'Angleterre et du comte de Warwick ». L'annonce des fiançailles stupéfait les cours d'Europe, comme le note Philippe de Commynes : « C'était un mariage étrange. Warwick avait vaincu et ruiné le père du prince, et maintenant il lui faisait épouser sa fille ».
L'historien John Rous décrit Anne Neville comme « bonne, gentille et belle, suffisamment vertueuse et pleine de grâce ». La jeune fille de quatorze ans est ensuite remise à la garde de sa future belle-mère Marguerite d'Anjou après la cérémonie. Le mariage est repoussé à une date ultérieure, puisqu'une dispense papale est nécessaire, le prince et Anne étant cousins au quatrième degré en tant que descendants de Jean de Gand, 1er duc de Lancastre. Louis XI obtient un prêt d'un riche négociant de Tours afin d'acheter le soutien du pape Paul II et envoie ses messagers à Rome pour obtenir au plus vite la dispense tant attendue.

#### 30 juillet
Dans la cathédrale d'Angers, le comte de Warwick jure sur un fragment de la Vraie Croix de rester loyal à la cause du roi Henri VI, de la reine Marguerite d'Anjou et du prince Édouard de Westminster et de défendre pour toujours les droits de la Maison de Lancastre sur le trône d'Angleterre. En retour, la reine Marguerite prête serment de traiter le comte comme un loyal sujet et de ne jamais lui reprocher les maux qu'il a pu lui faire subir à elle ou à ses alliés par le passé. 
Les comtes de Warwick et de Pembroke finalisent ensuite la préparation de leurs expéditions respectives, Warwick dans le Sud et Pembroke dans ses bastions en Galles. Warwick fait informer son affinité dans le Yorkshire de son arrivée imminente, tandis que Marguerite ordonne à ses partisans lancastriens de se tenir prêts à se soulever contre le roi Édouard IV dès qu'ils auront connaissance du débarquement de Warwick.

#### 31 juillet
La reine Marguerite, accompagnée du prince Édouard et d'Anne Neville, quitte Angers pour Amboise, d'où elle compte attendre l'issue de la future campagne de Warwick.

#### Fin juillet
Henry FitzHugh, 5e baron FitzHugh de Ravensworth, entre en rébellion dans le Yorkshire. FitzHugh est un beau-frère des comtes de Warwick et d'Oxford et escompte une invasion imminente du royaume par ces derniers. Au même moment, Richard Salkeld, connétable de Carlisle et partisan de longue date de la famille Neville, soulève la bannière de Warwick dans le Cumberland. Ces deux soulèvements ne font pas explicitement référence à la Maison de Lancastre mais se présentent davantage comme des répétitions des insurrections de Warwick dans le Lincolnshire et le Yorkshire du mois de mars, zones où les Neville sont populaires depuis plusieurs années.
Ces soulèvements font écho aux lettres émises par Warwick à son affinité au cours du mois de juillet. Toutefois, Édouard IV semble échouer à connecter ces deux rébellions avec la cause de la Maison de Lancastre. Quoi qu'il en soit, le véritable but de FitzHugh et Salkeld est d'attirer le roi au Nord du royaume afin de permettre à Warwick et ses alliés de débarquer dans le Sud. Les insurgés n'ont pourtant pas été informés du blocus de la côte normande par la flotte anglo-bourguignonne, ce qui retarde l'arrivée de Warwick et efface l'effet de surprise qu'ils désiraient. De plus, Édouard IV est très rapidement informé des deux révoltes et est prêt plus tôt que prévu pour aller les réprimer.

### Août

#### 1eraoût
Les comtes de Warwick, d'Oxford et de Pembroke quittent Angers pour la côte normande. Ils entament les derniers préparatifs de leur expédition à Honfleur et Saint-Vaast-la-Hougue. En quelques semaines, une flotte de 60 navires est constituée et Louis XI offre à la Maison de Lancastre 200 archers français expérimentés. Warwick recrute également de nombreux partisans lancastriens qui se sont réunis à Harfleur à la demande de la reine Marguerite d'Anjou.

#### 2 août
Incertain quant à la date de la délivrance de la dispense papale pour les noces d'Édouard de Westminster et d'Anne Neville, Louis XI écrit à l'archevêque de Reims Jean II Jouvenel des Ursins et à l'évêque de Laon Renaud de Bourbon « pour savoir [d'eux] s'il[s] avai[en]t le pouvoir de dispenser le mariage du prince de Galles et de la fille du comte de Warwick ». Il reçoit manifestement des réponses négatives, ce qui contrarie son souhait de voir le couple uni avant le départ de Warwick. 

#### 4 août
Louis XI part d'Angers pour Amboise, où il attend la poursuite des évènements en Angleterre. Il promet par écrit à Warwick, qui a renoncé à organiser le mariage de sa fille Anne avec Édouard de Westminster avant le début de son expédition, que les noces de sa fille avec le prince de Galles seront célébrées avec tout le faste nécessaire et la plus grande hâte dès que son invasion de l'Angleterre se sera révélée fructueuse et que le roi Henri VI sera restauré sur le trône.

#### 5 août
L'invasion menée par le comte de Warwick est attendue en Angleterre car, à cette date, les Lettres de Paston rapportent des rumeurs selon lesquelles « Clarence et Warwick tenteront de débarquer à tout moment, comme le craignent les gens ». En effet, les partisans du comte reçoivent au même moment son manifeste, intitulé Manner and Guiding of the Earl of Warwick at Angers et destiné à convaincre le peuple anglais de la nécessité de rallier la cause des Lancastre. Seul le blocus mené par la flotte bourguignonne à l'embouchure de la Seine semble entraver à cette date la poursuite des ambitions de Warwick et de ses alliés.
Édouard IV convoque ses vassaux pour aller écraser les soulèvements de FitzHugh et de Salkeld dans le Nord. Avant de quitter Londres, il installe son épouse Élisabeth Woodville, qui est enceinte, dans la Tour de Londres, où elle occupe des chambres luxueusement aménagées qu'elle a préparées spécialement pour son confinement. La reine fait en sorte que les appartements royaux soient « bien entretenus et fortifiés » et fait stocker dans la forteresse des munitions et plusieurs canons amenés depuis Bristol, en prévision d'une éventuelle attaque de Warwick sur la capitale. Elle est rejointe par ses filles Élisabeth, Marie et Cécile.
Bien qu'Édouard IV ait été informé par ses espions des évènements en France, il semble avoir sous-estimé le danger présenté par la défection de Warwick vers la cause de la Maison de Lancastre. Philippe de Commynes lui reproche d'être plus préoccupé par la chasse que par la préparation à la résistance à une invasion : « il ne se souciait pas autant de l'invasion du comte de Warwick que le duc de Bourgogne, car [Bourgogne] connaissait [les] mouvements en Angleterre en faveur du comte de Warwick et en avait souvent averti le roi Édouard, mais il n'avait pas peur. Il me semble insensé de ne pas craindre un ennemi en voyant les ressources dont il disposait ».
En réalité, il est difficile de pouvoir critiquer Édouard pour ses actions, à savoir aller rapidement écraser les soulèvements dans le Nord et y maintenir l'ordre dans le cas de nouvelles insurrections plutôt que de demeurer dans le Sud en attendant éternellement un débarquement. Édouard IV semble également vouloir surveiller de près le marquis Montagu et le comte de Northumberland afin de s'assurer de leurs loyautés respectives. Quelle qu'ait été la meilleure décision de la part d'Édouard IV à ce moment crucial, les rebelles du Nord accomplissent leur objectif principal : libérer le Sud de l'Angleterre de toute vigilance afin de permettre à Warwick de débarquer sans opposition.

#### 7 août
John Paston informe son frère cadet John, depuis Londres, des rumeurs qui courent au sein de la capitale : « On dit que les Courtenay débarqueront dans le Devonshire… » Paston fait sans doute référence aux proches de Jean de Courtenay, 15e comte de Devon et partisan lancastrien en exil en France depuis la déchéance d'Henri VI en 1461. Courtenay dispose effectivement de nombreux soutiens locaux dans son comté et espère restaurer l'autorité de sa famille dans la région une fois Warwick débarqué. Il est vrai que le Devon se situe dans le West Country, où Warwick envisage de lancer sa campagne militaire contre Édouard IV.
L'ambassadeur Sforza de Bettini note que Warwick n'est pas pressé que le mariage de sa fille ait lieu et privilégie d'abord son invasion : « Il ne souhaitait pas perdre du temps à attendre le mariage de sa fille. La cérémonie aura lieu à Amboise, selon ce qu'ils disent ». Il ajoute que le roi Louis XI prévoit dès cette date le déclenchement d'hostilités contre Charles le Téméraire : « Nous attendrons de savoir comment se dérouleront les choses en Angleterre, avant tout mouvement contre le duc de Bourgogne, et si tout se passe bien pour Warwick, comme on espère, le feu sera immédiatement appliqué ».

#### 14 août
Édouard IV atteint à la tête de son armée la ville d'York, où il attend quelques jours des renforts amenés par ses vassaux. Bien que son gouvernement ne soit guère populaire au Nord du royaume depuis le début de son règne et surtout depuis sa rupture avec Warwick, le roi parvient à y recruter 3 000 hommes sous ses ordres. Il est immédiatement rejoint par son compagnon d'armes et chambellan William Hastings, qui a lui-même levé 3 000 cavaliers pour le compte du roi. Édouard est informé que Montagu a levé 6 000 hommes en son nom et s'apprête à le rejoindre. Il apprend également que Northumberland a des difficultés à rassembler des hommes.

#### 16 août
Le roi Édouard arrive à Ripon et y apprend que FitzHugh s'est enfui en Écosse à la nouvelle de la mobilisation de l'armée royale. Malgré cette nouvelle apparemment rassurante, le roi choisit de demeurer dans les environs et ordonne aux renforts en retard de venir le rejoindre. Il repart peu après pour York.

#### 17 août
L'approbation papale pour le mariage du prince de Galles avec Anne Neville est donnée à Rome et est transmise à la cour de Louis XI quelques jours plus tard. La dispense survient cependant trop tard pour permettre un mariage immédiat, Warwick étant alors sur le point d'embarquer pour l'Angleterre.

#### 26 août
Édouard IV nomme son frère cadet Richard, duc de Gloucester, gardien des Marches écossaises de l'Ouest, dans le but d'empêcher le retour de FitzHugh à la tête d'une armée depuis l'Écosse et de sécuriser le Nord du royaume.

### Septembre

#### 5 septembre
Louis XI, qui se trouve à Bayeux afin d'organiser la résistance au blocus bourguignon de la Seine, rend visite aux comtes de Warwick, d'Oxford et de Pembroke, ainsi qu'au duc de Clarence, qui sont alors établis avec leurs armées à Valognes en attendant de pouvoir traverser la Manche. Selon l'historien Paul Murray Kendall, le roi de France semble alors inquiet que l'invasion de Warwick ne puisse rapidement se matérialiser à cause du blocus de l'embouchure de la Seine.

#### 6 septembre
Depuis Caen où il vient de se rendre après son entrevue avec Warwick, Louis apprend qu'une violente tempête vient de disperser la flotte bourguignonne jusqu'en Hollande et même en Écosse pour certains vaisseaux, permettant aux troupes lancastriennes stationnées à Saint-Vaast-la-Hougue d'embarquer immédiatement. Warwick informe le roi de France de son départ imminent pour l'Angleterre une fois la Manche apaisée.

#### 7 septembre
L'amiral de France Louis de Bourbon-Roussillon prend commande des navires fournis par Louis XI à la cause des Lancastre, comme ce dernier l'avait promis à Marguerite d'Anjou et à Warwick comme gage de sa loyauté envers eux lors de l'entrevue d'Angers en juillet, et fait diriger sa flotte vers Saint-Vaast-la-Hougue, où Warwick est désormais sur le point de mettre les voiles à sa propre flotte et de prendre le large.
Depuis York, Édouard IV adresse une proclamation à ses sujets : « Nous sommes informés de manière crédible que nos anciens ennemis de France et nos rebelles et traîtres de l'extérieur sont réunis de concert et ont l'intention de débarquer en hâte en notre comté de Kent ou dans les régions limitrophes, avec la grande puissance et la force des Français, pour nous détruire nous et nos vrais sujets ». Anticipant un débarquement dans le Kent, Édouard annonce en outre son prochain retour à Londres.

#### 9 septembre
À la tête d'une soixantaine de navires, le comte de Warwick prend le large depuis Saint-Vaast-la-Hougue, malgré des conditions météorologiques encore hostiles. Il est accompagné du duc de Clarence, des comtes d'Oxford et de Pembroke (qui officient en tant que représentants de la reine Marguerite d'Anjou et de son fils) et de son cousin Thomas Neville, le « Bâtard de Fauconberg » qui s'était déjà illustré en mer au mois d'avril contre les navires bourguignons de Charles le Téméraire.
Louis XI offre des prières au nom de Warwick pour le succès de son expédition à la basilique Notre-Dame-de-la-Délivrande de Douvres, en Normandie. L'ambassadeur milanais Sforza de Bettini note que le roi et sa cour sont dès à présent attentifs à tout courrier provenant d'Angleterre : « Nous attendons avec impatience de connaître leurs progrès victorieux. […] Nous en entendrons plus bientôt ». Louis repart peu après pour Tours, d'où il attend avec Marguerite d'Anjou et Anne Neville la suite des évènements.

#### 10 septembre
Depuis York, Édouard IV émet des pardons aux personnes impliquées dans les soulèvements de fin juillet. Les pardons s'adressent à 101 personnes, dont Henry FitzHugh, ses cinq fils, onze femmes et quatre chapelains ; 97 de ses personnes acceptent le pardon royal. Ceci semble indiquer que le soulèvement est localisé dans la région de Ravensworth et limité à l'affinité de FitzHugh. Pourtant, l'historien A. J. Pollard laisse entendre que les insurgés sont en réalité des vassaux de Warwick.

#### 13 septembre
La flotte lancastrienne, retardée dans sa traversée de la Manche à cause des conditions météorologiques difficiles, débarque enfin à Plymouth et Dartmouth. Aucune résistance locale n'a lieu lors de l'accostage des 60 navires commandés par Warwick. Le comte de Warwick est accompagné du duc de Clarence et du comte d'Oxford, tandis que le comte de Pembroke se rend en Galles afin d'y recueillir le soutien populaire local, toujours fidèle à la cause d'Henri VI depuis sa déposition en 1461. Warwick dispose déjà de 2 000 hommes sous ses ordres lors de son arrivée dans le West Country et procède immédiatement avec ses troupes en direction du Nord-Est, pour y confronter Édouard IV.
Warwick conserve toujours à son retour en Angleterre la popularité qu'il a acquise dans le Sud depuis plusieurs années. Commynes remarque que, même si son invasion survient assez tard — à l'aube de l'automne, alors que les campagnes militaires ont davantage lieu l'été —, Warwick « a trouvé un nombre infini de personnes pour prendre son parti », probablement informées de son arrivée imminente et séduites par ses arguments via son manifeste Manner and Guiding of the Earl of Warwick at Angers. Dès Plymouth, les partisans du comte proclament Henri VI roi. Alors que Warwick se dirige vers Exeter, il « a rassemblé beaucoup de personnes », selon la Chronique de Warkworth.

#### 15 septembre
À la nouvelle du débarquement de Warwick, Londres est plongée dans la tourmente. Les partisans du comte qui se sont soulevés dans le Kent marchent sur la capitale et déclenchent des émeutes contre les tisserands flamands et bourguignons vivant dans le quartier de Southwark, en dépit des déclarations de Warwick prohibant les dégradations. Le Lord grand chancelier et évêque de Bath et Wells Robert Stillington quitte en précipitation la capitale à la suite de ces violences et s'enfuit dans un sanctuaire. En apprenant sa fuite, Warwick nomme à sa place son frère l'archevêque d'York George Neville, malgré le serment d'allégeance que celui-ci a prêté à Édouard IV en mars.
En réaction aux violences commises par les rebelles du Kent, les échevins de Londres installent des canons à toutes les portes de la capitale ainsi que sur le pont de Londres, tandis que les compagnies de la cité envoient 3 000 hommes armés au Guildhall. L'angoisse ne se disperse pourtant pas au sein de la ville, puisqu'une réunion du lord-maire Richard Leigh et des échevins au Guildhall est perturbée par l'échevin John Lambert, qui est immédiatement destitué de son poste et condamné à une amende de 200 marcs pour désobéissance et mépris envers les autorités, sans doute pour son intransigeance quant à d'éventuelles négociations avec Warwick au sujet de son entrée dans la capitale.

#### Mi-septembre
À Exeter, Warwick publie une nouvelle proclamation déclarant que son invasion a été autorisée « par l'assentiment de la très noble princesse Marguerite, reine d'Angleterre, et du haut et puissant prince Édouard ». Ce document est signé par Warwick, Clarence, Oxford et Pembroke, et appelle « tous les vrais sujets » d'Henri VI, « le roi d'Angleterre véritable et incontestable », à prendre les armes contre l'usurpateur Édouard IV, dont la mauvaise administration est longuement décriée. La proclamation de Warwick interdit en outre aux soldats lancastriens prenant part à l'invasion de piller et de commettre des outrages, afin de susciter l'engouement populaire et de dissiper les inquiétudes.
Depuis Exeter, Warwick avance vers Nottingham — il s'y dirige en hâte car il a reçu des rumeurs selon lesquelles Édouard IV y recrute une armée pour le rejeter à la mer —, espérant y effectuer sa jonction avec Pembroke, mais aussi ses partisans du Yorkshire et du Kent. Dans toute l'Angleterre, les partisans de la Maison de Lancastre se rallient à sa bannière, tandis que de nombreux hommes désertent l'armée d'Édouard IV pour rejoindre Warwick, « de telle sorte que chaque jour sa force augmentait ». Son objectif est désormais de prendre en étau Édouard avec ses alliés du Nord et de l'écraser rapidement au vu de l'infériorité numérique flagrante de celui-ci. 
Warwick s'empare à Bristol d'une grande partie de l'artillerie qu'il y avait laissée lors de sa fuite en avril, d'autant que l'essentiel n'a pas été acheminé vers Londres, malgré les ordres d'Édouard IV au mois d'août pour renforcer la défense de la Tour. Arrivé à Coventry, Warwick est alors à la tête d'une armée estimée entre 30 000 et 60 000 hommes, ce qui souligne l'adhésion à son parti ou à celui des Lancastre d'une immense partie du peuple et de la noblesse. Il est rapidement rejoint par son beau-frère Thomas Stanley, qui avait pourtant choisi de ne pas le soutenir au mois de mars précédent, ainsi que John Talbot, 3e comte de Shrewsbury et époux de sa cousine Catherine Stafford.

#### 29 septembre
Édouard IV se rend à Doncaster depuis York, afin d'en découdre définitivement avec Warwick. Il s'y arrête pour quelques jours et attend les 6 000 hommes que Montagu a levés le mois précédent pour écraser l'insurrection de FitzHugh et qu'il vient de lui ordonner d'amener. Le roi semble à ce moment-là être confiant de son succès, n'accordant aucun crédit à la carrière militaire de Warwick au cours de ses précédentes batailles livrées contre la Maison de Lancastre, citant notamment sa victoire acquise à Northampton en 1460 contre Henri VI grâce à une défection chez les Lancastre et sa défaite retentissante à St Albans en 1461 contre les troupes de Marguerite d'Anjou.
D'après Philippe de Commynes, « le roi a logé dans une solide maison dans laquelle nul homme ne pouvait entrer que par un pont-levis. Son armée était dispersée dans des villages aux alentours. Mais alors qu'il s'apprêtait à s'asseoir pour dîner, son sergent des ménestrels est arrivé en courant et a annoncé que le marquis de Montague et certains autres étaient montés à cheval et avaient fait crier à leurs hommes : « Que Dieu sauve le roi Henri [VI] ! » » Initialement, Édouard ne croit pas à cette nouvelle, mais il fait envoyer des messagers pour découvrir la vérité et, en apprenant la véracité de ces dires, « s'arma lui-même et plaça des hommes aux barrières de son logement pour le défendre ».
La Chronique de Warkworth propose une version légèrement différente des évènements et soutient que le roi est réveillé au cours de la nuit par son chambellan et compagnon d'armes William Hastings et amené devant le sergent des ménestrels Alexander Carlisle, qui l'avertit que ses ennemis ne se trouvent qu'à quelques kilomètres de distance et qu'ils « venaient pour le prendre ». L'historien John Gillingham qualifie ainsi de « décisif » le soudain revers d'allégeance de Montagu en faveur de son frère Warwick et de la cause des Lancastre et ce au détriment d'Édouard IV, qui se révèle totalement pris de court par cette défection et privé des hommes dont il a besoin pour vaincre Warwick.
D'après Warkworth, Montagu « haïssait le roi et voulait le capturer ». Effectivement, sa perte du comté de Northumberland en mars en faveur de son rival Henry Percy alors qu'il ne s'était pas joint au soulèvement de son frère a sans doute motivé sa volte-face, ce malgré la compensation en terres dans le Devon, qu'il qualifie lui-même de « nid de pid ». Certains chroniqueurs affirment cependant que c'est avec le cœur serré que Montagu a trahi son souverain. Quoi qu'il en soit, son changement d'allégeance se révèle une surprise pour Édouard IV, qui comptait sur lui pour maintenir la sécurité au Nord pendant qu'il se dirigeait vers le Sud pour traiter avec Warwick.
Édouard IV comprend immédiatement qu'il ne pourra réunir une armée en suffisamment de temps avant d'empêcher la jonction des forces de Warwick et celles de Montagu. Il a en outre davantage d'estime pour les compétences militaires de Montagu. Avec désormais seulement 2 000 hommes sous ses ordres et informé de la désertion de certaines de ses forces, le roi préfère disperser ses troupes et s'enfuit promptement de Doncaster, accompagné de son frère Richard, duc de Gloucester, de son beau-frère Anthony Woodville et de son ami William Hastings. Une tradition veut que Hastings ait protégé la fuite de son roi, ce qui surprend Commynes, Hastings étant aussi un beau-frère du comte de Warwick.

#### 30 septembre
Accompagné par ses proches et de quelques troupes, Édouard IV se dirige vers la côte du Lincolnshire et traverse ensuite en pleine nuit l'estuaire du Wash, où certains de ses hommes se noient et où il échappe lui-même de peu à la mort. Il rejoint le port de Lynn dans le Norfolk, près duquel son beau-frère Anthony Woodville détient un manoir à Middleton, à 22 heures. Le roi Édouard reste quelques jours à Lynn en attendant que les troupes qui lui sont restées loyales le rejoignent et planifie son départ pour la Bourgogne, où il compte trouver asile auprès de son beau-frère Charles le Téméraire.

### Octobre

#### 1eroctobre
Apprenant la fuite de son époux et craignant qu'on tente de la « spolier et [de la] tuer », la reine Élisabeth Woodville quitte en précipitation la Tour de Londres qu'elle avait fortifiée afin d'y préparer sa prochaine grossesse. Accompagnée de ses filles et de sa mère Jacquette de Luxembourg, elle trouve refuge dans le sanctuaire de l'abbaye de Westminster. Lorsqu'elle y arrive, « dans une grande pénurie et abandonnée de tout ami », l'abbé Thomas Mylling la reçoit avec bonté et, plutôt que de la loger avec le reste du commun déjà installé au sein du sanctuaire, met à sa disposition et à celle de ses proches les trois meilleures chambres de sa propre demeure dans l'enceinte de l'abbaye.
À peine établie à Westminster, la reine est informée que l'avant-garde de Warwick, commandée par Geoffroy Gate (qui est sorti du sanctuaire d'où il était réfugié depuis le mois de mai), est entrée sans opposition dans la capitale. Elle envoie immédiatement l'abbé de Westminster auprès du lord-maire et des échevins, leur demandant de prendre le contrôle de la Tour de Londres et de sécuriser la ville contre les rebelles issus du Kent et ceux commandés par Gate. Le maire, inquiet de la puissance de Warwick et conscient qu'il ne pourra jamais résister à une telle armée, préfère négocier l'entrée pacifique du comte dans Londres, à condition de mettre fin aux émeutes violentes.
Les partisans d'Édouard IV imitent l'exemple de leur reine et s'enferment dans des sanctuaires, à l'instar de Thomas Howard, qui se réfugie à Colchester. Au même moment, les Lancastriens réfugiés depuis plusieurs mois, voire plusieurs années, afin d'échapper à la vindicte d'Édouard en émergent et se rendent soit en direction de Londres, soit auprès de l'armée de Warwick. Geoffroy Gate libère à Londres de nombreux prisonniers, notamment Thomas Malory, qui est extrait de Newgate. Une foule furieuse se met par la suite à voler et piller plusieurs échoppes dans les villages aux alentours de la capitale, mais le maire parvient à contenir les émeutiers en dehors de Londres.

#### 2 octobre
Rejoint dans son exil par ses proches, Édouard IV embarque pour les possessions de Charles le Téméraire depuis le port de Lynn. Philippe de Commynes décrit ainsi son départ précipité : « Dieu a pourvu si bien au roi », ce dernier trouvant fortuitement deux navires hollandais se dirigeant vers la Hollande. Les capitaines des navires sont disposés à emmener le roi et 800 de ses compagnons. « Le roi n'avait pas un sou sur lui », ni de vêtements de rechange, il « a [donc] donné au capitaine du navire pour son passage une belle robe fourrée de martre, lui promettant un jour de lui faire un bon présent. […] On n'a jamais vu une compagnie aussi pauvre que son train ».
Pourtant, les deux navires hollandais ne disposent pas d'assez de place pour faire embarquer l'intégralité des compagnons du roi. En conséquence, son chambellan William Hastings ordonne à ceux qui sont contraints de rester à Lynn de faire la paix avec le comte de Warwick tant qu'il sera maître du royaume mais de rester secrètement fidèles à Édouard IV et d'être prêts à le rejoindre dès qu'il retournera en Angleterre pour reprendre possession de sa couronne. Malgré des conditions météorologiques déplorables, Édouard embarque dès 8 heures, accompagné entre autres par son ami Hastings et son beau-frère Anthony Woodville, 2e comte Rivers.
Une lettre de novembre 1470 cite les compagnons du roi dans son exil. Outre Rivers et Hastings, Édouard IV est suivi par William Fiennes, 2e baron Saye and Sele, quatre chevaliers royaux (Robert Chamberlain, Gilbert Debenham, John Middleton et Humphrey Talbot), son gardien de la grande garde-robe George Derrell et le chevalier William Blount. Malgré sa loyauté, Richard, duc de Gloucester, est en revanche manquant sur cette liste : il rejoint sans doute ultérieurement son frère aîné après avoir rassemblé ses propres troupes. Édouard est en outre accompagné par l'astrologue et alchimiste Thomas Norton et le clerc Nicholas Harpisfield, auteur de la correspondance royale.
Malgré son attachement pour la cause yorkiste tant personnel que par déférence envers son suzerain Charles le Téméraire, Philippe de Commynes commente avec froideur et sévérité le comportement inconscient d'Édouard IV les semaines précédant sa fuite en raison de la défection de Montagu : « Moins de quinze jours auparavant, il [Édouard IV] aurait été stupéfait si quelqu'un lui avait dit : « Le comte de Warwick vous chassera d'Angleterre et en deviendra le maître en onze jours ». […] Quelle excuse pouvait-il trouver après avoir subi cette grande perte par sa propre faute, si ce n'est pour dire : « Je ne pensais pas que cela puisse se produire ? » »
Le voyage du roi yorkiste à travers la mer du Nord est agité. Non seulement la maigre flotte d'Édouard est secouée par des vents extrêmement violents, mais elle doit par ailleurs échapper à la poursuite de navires de la Ligue hanséatique. La Hanse entretient en effet de très mauvais rapports avec Édouard depuis juillet 1468, date de la confiscation de ses biens à Londres. Poursuivi, le roi se dirige alors vers les Pays-Bas bourguignons et s'échoue à marée basse à Texel, dont la flotte hanséatique fait en attendant la marée haute le blocus dans l'espoir de le capturer. Heureusement pour lui, la population locale aide la flotte anglaise à débarquer à temps et loge Édouard sur l'île.

#### 3 octobre
Le comte de Warwick charge en son nom son représentant Geoffroy Gate de recevoir la soumission de la capitale et de libérer Henri VI de la Tour de Londres. Gate s'est attiré au cours des derniers jours l'animosité des Londoniens, notamment à cause de son incitation aux rebelles du Kent de piller les alentours de la cité. Après avoir annoncé la déchéance d'Édouard IV en raison de sa fuite aux Pays-Bas, Gate obtient la soumission de la Tour et rend immédiatement visite à Henri VI, qu'il reconnaît comme roi d'Angleterre et fait promptement déplacer dans les appartements initialement prévus pour le confinement de la reine Élisabeth Woodville lors de son accouchement.

#### 5 octobre
L'archevêque d'York George Neville entre à Londres et installe une nouvelle garnison loyale à son frère à la Tour. Accompagné de l'évêque de Winchester William Waynflete, il rend visite à Henri VI pour lui annoncer sa restauration sur le trône. D'après la Chronique de Warkworth, Henri est « apparu comme un homme stupéfait, complètement affolé par les ennuis et les difficultés » et « il n'était pas vêtu comme un prince avec vénération, et n'était pas tenu aussi proprement que devrait sembler être un tel prince ». Les cinq années de détention à la Tour ont vraisemblablement affaibli la condition physique et mentale du roi nouvellement restauré.
Édouard IV est visité à bord de son navire à Texel par le gouverneur de Bruges Louis de Gruuthuse, qui lui propose de l'héberger dans sa résidence à La Haye. Le roi déchu accepte l'offre sans grande hésitation.

#### 6 octobre
Les comtes de Warwick, de Shrewsbury et d'Oxford, le duc de Clarence et le baron Stanley entrent triomphalement à Londres à la tête d'une imposante armée. Ils procèdent sur-le-champ en direction de la Tour de Londres, où ils s'agenouillent devant Henri VI et le saluent comme leur « roi légitime ». D'après Warkworth, Warwick « se rendit à la Tour de Londres où le roi Harry [Henri VI] était en prison, conformément au commandement du roi Édouard [IV], et l'a retiré de ses geôliers […] ; ils le firent sortir et le revêtirent de nouveau, lui firent grand respect, et l'amenèrent au Palais de Westminster, et il fut donc restauré sur le trône à nouveau ».
Édouard IV est escorté avec ses compagnons par Gruuthuse et séjourne à Alkmaar.

#### 7 octobre
D'Alkmaar, Édouard poursuit son périple à travers la Hollande et arrive à Egmond.

#### 8 octobre
Alors qu'il séjourne à Tours, Louis XI est informé par une missive de Jasper Tudor du succès de l'expédition du comte de Warwick : « Qu'il vous plaise de savoir qu'avec l'aide de Dieu et la vôtre, pour laquelle je ne saurai jamais assez vous remercier, que le royaume entier est désormais placé sous l'autorité de mon souverain seigneur le roi [Henri VI], et qu'Édouard [IV], l'usurpateur, en a été chassé ». Louis ordonne alors de faire chanter un Te Deum à la cathédrale Notre-Dame de Paris, fait envoyer aux principales villes de son royaume la nouvelle et décrète trois jours entiers d'actions de grâce. Il informe en outre Marguerite d'Anjou de la restauration de son époux.
Charles le Téméraire envoie Commynes à Calais afin de s'assurer de la loyauté de John Wenlock à Édouard IV. Commynes se rend compte de la duplicité de Wenlock et en fait part à Charles en le visitant à Boulogne. Ayant reçu des rumeurs de la mort d'Édouard (alors que celui-ci est à Haarlem), le duc le renvoie alors à Calais. À son retour, Commynes découvre à sa grande surprise que non seulement Wenlock et sa garnison viennent de revêtir l'emblème de Warwick mais que le pacte conclu entre Warwick et Louis XI est loué dans toute la ville. Lors d'une entrevue, Wenlock lui fait comprendre qu'il accepte de défendre l'alliance anglo-bourguignonne, mais seulement avec Henri VI comme roi.

#### 9 octobre
Sur le parvis de la cathédrale Saint-Paul de Londres, la fuite précipitée d'Édouard IV et sa déchéance conséquente sont solennellement annoncées aux Londoniens. La restauration d'Henri VI est proclamée à travers toute la capitale et, à compter de cette date, tous les écrits, lettres et documents indiquent l'année royale d'Henri VI dans le style suivant : « En la quarante-neuvième année du règne d'Henri VI et la première de sa readeption au pouvoir royal ». Les chroniqueurs contemporains font effectivement référence à cette période du retour d'Henri VI sur le trône comme la « readeption », terme vraisemblablement tiré par John Fortescue du latin adeptere, qui signifie « obtenir ».
Escorté par Louis de Gruuthuse, Édouard IV passe la nuit à Noordwijk.

#### 10 octobre
Édouard marque à Leyde la dernière étape de son voyage en direction de La Haye.

#### 11 octobre
Après six jours de marche éprouvante, Édouard IV rejoint la ville de La Haye. Il est immédiatement logé dans la demeure de Louis de Gruuthuse avec ses partisans et son frère Richard, duc de Gloucester, qui l'a finalement retrouvé après s'être enfui sur un autre navire. Édouard établit à La Haye sa cour yorkiste en exil et fait immédiatement envoyer un messager auprès de son beau-frère Charles le Téméraire, auquel il demande de le soutenir dans la reconquête de son trône d'Angleterre dès que les conditions le permettront.

#### 12 octobre
Résidant quelque temps auprès du roi de France, l'évêque de Novare Giovanni Arcimboldo décrit succinctement au duc de Milan Galéas Marie Sforza la conquête de l'Angleterre et la propagation de cette nouvelle à la cour de Louis XI : « Sa Majesté [Louis XI] a appris d'Angleterre que Warwick avait poursuivi son entreprise avec entrain et qu'il avait pratiquement toute l'île en son pouvoir. Le roi Édouard [IV] est un fugitif qui se cache, son lieu de résidence étant inconnu, raison pour laquelle le duc de Bourgogne est devenu de mauvaise humeur et est très alarmé ». La rumeur de la mort d'Édouard IV continue à se propager dans les cours européennes.
John Paston écrit avec enthousiasme à sa mère Margaret Mautby : « J'espère que nous allons bien faire les choses… car ma dame de Norfolk a promis d'être gouvernée par mon seigneur d'Oxenford dans tous les domaines qui appartiennent à mon frère et à moi ; et quant à mon seigneur d'Oxenford, il est meilleur seigneur pour moi, par ma foi, que je ne peux le souhaiter… Le duc et la duchesse le poursuivent aussi humblement que je le leur ai toujours fait ». Paston se réjouit en effet du retour en force du comte d'Oxford en Est-Anglie, car il espère bénéficier de son aide, étant toujours en conflit avec John de Mowbray, 4e duc de Norfolk, au sujet du château de Caister.

#### 13 octobre
Une semaine après l'arrivée de Warwick à Londres, Henri VI est revêtu d'une robe de velours bleu et escorté par ses vassaux lors d'une procession dans la capitale allant de Cheapside à Fulham Palace, où le roi restauré loge désormais auprès de l'évêque de Londres Thomas Kempe. Warwick porte la traîne du roi, tandis qu'Oxford tient l'épée d'État. La couronne est replacée sur la tête d'Henri dans la cathédrale Saint-Paul, la cérémonie rappelant son couronnement en 1429, même si le roi n'est pas oint cette fois-ci. Bien que le poste de maître de la monnaie soit vacant depuis la fuite de William Hastings, des ordres sont émis pour que de nouvelles pièces soient frappées au nom d'Henri VI. Selon la Chronique de Warkworth, Warwick a rendu à Henri VI « un grand respect ». Mais les contemporains remarquent clairement que le pouvoir réside dès à présent dans les mains de Warwick, qui s'autoproclame « lieutenant de notre seigneur souverain, le roi Henri VI ». La Grande Chronique de Londres note quant à elle : « C'était une simple ombre et un faux semblant. […] [Henri] a simplement remercié Dieu et a donné tout son esprit pour le servir et lui plaire, et ne craignait rien ou presque du faste et de la vanité du monde ». Quant à Commynes, il ajoute cyniquement qu'Henri VI est apparu « muet comme un veau sacré », sans doute désorienté par cette tournure des évènements. 
Ses précédentes crises récurrentes de folie, couplées aux années d'emprisonnement, ont affaibli l'état d'Henri VI. Comme le note Commynes, « ce qui a été fait en son nom [lors de sa restauration sur le trône] s'est fait sans volonté et sans connaissance ». Pourtant, l'historienne Alison Weir émet quant à elle des réserves sur cette supposée passivité du monarque et souligne qu'Henri accorde sa grâce à un homme qui l'avait poignardé à la Tour pendant son emprisonnement. De même, lors de cette cérémonie fastueuse, la foule londonienne se presse avec allégresse en applaudissant le roi à son passage et en s'écriant : « Dieu sauve le roi Henri ! ». À l'issue de la cérémonie, Henri VI exprime à Fulham Palace sa reconnaissance au comte de Warwick et au duc de Clarence pour sa restauration au trône, mais aussi au comte d'Oxford. Un mandat royal publié le même jour indique que son retour sur le trône s'est déroulé « par la faveur et le véritable acquittement de nos cousins bien justement aimés, le duc de Clarence, les comtes de Warwick et d'Oxenford ». Le roi ordonne qu'Oxford soit nommé intendant royal et également promu au poste de connétable d'Angleterre (auparavant détenu par le duc de Gloucester, puis le comte de Worcester), par déférence envers sa famille, qui a lourdement souffert sous Édouard IV pour son adhésion à la Maison de Lancastre.

#### 14 octobre
Charles le Téméraire, qui séjourne au château d'Hesdin en Artois, est visité par deux gentilshommes d'Édouard IV. Ces derniers avertissent le duc de Bourgogne de la présence de leur maître et de 2 000 de ses partisans dans ses possessions. Commynes affirme que Charles est profondément embarrassé par la présence de son beau-frère, dont il avait été informé du trépas quelques jours auparavant, ce qui « ne le dérangeait pas beaucoup ». Il est vrai que le duc craint désormais que l'asile qu'il accorde à Édouard puisse susciter la fureur du comte de Warwick, dont les rapports avec Charles sont déjà assez houleux et qui n'est pas près de renoncer à la sympathie que lui témoigne Louis XI. Bien qu'il accorde une pension de 500 couronnes mensuelles à Édouard, Charles s'abstient de le visiter ou de communiquer avec lui. Sa priorité est de conserver son alliance avec l'Angleterre contre la France et il s'empresse d'envoyer des ambassadeurs auprès de Warwick. La présence à sa cour des ducs de Somerset et d'Exeter semble l'avoir convaincu de ne fournir aucune aide au roi yorkiste, d'autant que Charles tient pour assuré le fait qu'ils pourront persuader Henri VI de conserver l'alliance bourguignonne à leur retour en Angleterre. Charles fait d'ailleurs missionner Commynes à Calais pour féliciter Wenlock de la restauration d'Henri VI, dont il est « très heureux et content ».
Louis XI proclame un traité d'alliance commerciale avec l'Angleterre lancastrienne. Il assure ses vassaux de l'existence d'un libre commerce entre France et Angleterre depuis la restauration d'Henri VI et du rétablissement de relations cordiales avec le royaume d'Angleterre. Ravi que les difficiles négociations qu'il a menées en juillet précédent aient si bien porté leurs fruits, le roi de France fait également savoir à ses sujets sa décision de prohiber tout commerce sur les terres du duc de Bourgogne. Cette décision déclenche implicitement une guerre commerciale entre les deux hommes et incite Charles le Téméraire à se montrer conciliant dans les négociations qu'il entame avec Warwick.

#### 15 octobre
Sur les recommandations du comte de Warwick, Henri VI convoque le Parlement pour le 26 novembre afin d'entériner l'engouement actuel au sein de la noblesse et du peuple suscité par la readeption. Seuls sept pairs ne sont pas convoqués en raison de leur proximité avec Édouard IV : il s'agit du duc de Gloucester, du comte Rivers et des barons Hastings et Say and Sele (qui sont alors en exil en Hollande), mais aussi du comte de Wiltshire et des barons Dudley et Dynham, demeurés en Angleterre. John Howard est quant à lui convoqué sous le titre de baron Howard, afin de le gagner à la cause lancastrienne, même si son fils Thomas s'est enfui dans un sanctuaire à Colchester. Plusieurs partisans yorkistes qui ont été arrêtés lors de l'invasion de Warwick sont progressivement relâchés, la pérennité du nouveau régime dépendant avant tout d'une réconciliation habile entre Yorkistes et Lancastriens de retour d'exil. Sont ainsi libérés l'archevêque de Canterbury Thomas Bourchier, le duc de Norfolk, les comtes d'Essex et de Wiltshire et les barons Cromwell et Mountjoy. Ironiquement, le chevalier Henry Stafford, qui avait cherché désespérément à gagner la faveur d'Édouard IV les mois précédents, est lui aussi rapidement libéré après que son épouse Marguerite Beaufort, désormais de retour en grâce à la cour, ait adressé une pétition à son cousin le roi Henri VI.
Arrêté quelques jours auparavant, le comte de Worcester est emprisonné à la Tour de Londres en attendant son procès pour haute trahison. Incapable de fuir aux côtés d'Édouard IV à Lynn, Worcester s'est réfugié parmi des bergers dans la forêt de Weybridge, dans le Huntingdonshire, et s'est déguisé comme eux. Il a été découvert lorsqu'il a envoyé un domestique lui acheter de la nourriture avec une grosse somme d'argent, ce qui a surpris la population qu'un tel homme détienne une si grosse somme et a conduit à la découverte de la cachette du comte. Il est affirmé que le « Boucher d'Angleterre » a été découvert réfugié dans un arbre par les soldats envoyés l'appréhender. Le comte de Worcester est immédiatement déféré devant un tribunal à Westminster présidé par le comte d'Oxford, dont le père et le frère ont été cruellement exécutés en 1462 sur ses ordres. Le comte de Warwick, dont Worcester est un ancien beau-frère par son premier mariage, insiste pour que ce dernier soit immédiatement exécuté, ne lui pardonnant pas la cruauté dont il a fait preuve lors de l'exécution de ses partisans à Southampton en mai. Après un bref procès, Oxford condamne Worcester à mort pour haute trahison et ordonne qu'il soit « conduit à pied à Tower Hill pour s'y faire couper la tête ». Son exécution est fixée au 17 octobre, tandis que ses possessions sont confisquées.

#### 17 octobre
À 15 heures, les shérifs de Londres reçoivent le comte de Worcester comme prisonnier à Temple Bar, dans l'intention de le faire exécuter le soir même. Mais la foule est si énorme, certains badauds venant simplement regarder Worcester avant son exécution, d'autres se moquant de sa sentence, et enfin d'autres étant prêts à le lyncher s'il n'était pas protégé par un contingent de gardes solidement armés pour contenir la foule, que le cortège arrive près de la prison de la Fleet seulement au crépuscule, en raison de l'impossibilité de circuler rapidement sur l'itinéraire entrepris. Les shérifs obtiennent du connétable de la Fleet qu'ils puissent y loger Worcester jusqu'au lendemain matin.

#### 18 octobre
À l'aube, les shérifs réussissent à escorter Worcester jusqu'à Tower Hill. Celui-ci ne montre aucune émotion lorsqu'il monte sur l'échafaud et ignore les railleries et les malédictions de la foule qui l'observe, ne voulant parler qu'à un moine italien, qui s'empresse de lui reprocher la cruauté dont il a fait preuve dans l'exercice de ses fonctions, ce à quoi Worcester réplique noblement qu'il a conduit ses actes pour le bien de l'État et du régime d'Édouard IV. Le comte demande ensuite au bourreau de le décapiter en trois coups en l'honneur de la Sainte Trinité. Worcester est exécuté immédiatement après cette dernière requête, qui est accomplie selon ses souhaits.
Le comte de Worcester est ainsi la seule victime du gouvernement de la readeption. Sa mort est pourtant accueillie avec enthousiasme au sein du royaume, en particulier en Irlande, où il a exercé pour Édouard IV à partir de 1467. Les Annales des quatre maîtres rapportent ainsi la réception de la nouvelle de son exécution : « Le comte de Warwick et le duc de Clarence ont coupé en quartier l'épave de la malédiction des hommes d'Irlande, à savoir le Justicier saxon ». Cette haine envers Worcester en Irlande s'explique par son exécution arbitraire de Thomas FitzGerald, 7e comte de Desmond, en 1468. La rumeur l'accusait également d'avoir fait assassiner deux des enfants de Desmond.

#### 20 octobre
Le prieur hospitalier John Langstrother est nommé au poste de Lord grand trésorier, vacant depuis la mort de Worcester deux jours auparavant. Langstrother est un solide affidé de Warwick et avait déjà brièvement détenu cet office en août 1469, lors de la première rébellion du comte contre Édouard IV.

#### 22 octobre
En récompense de sa défection subite et décisive, Montagu est reconduit dans ses fonctions de gardien des Marches écossaises de l'Est par le roi Henri VI, mais sans doute par le truchement de Warwick. Cette nomination n'est pas pour rassurer Northumberland, qui a détenu ce poste au détriment de Montagu depuis juin et qui a espéré que la readeption lancastrienne lui permette de retrouver les faveurs dont bénéficiait la famille Percy avant la déposition d'Henri VI en 1461.

#### 23 octobre
Le chevalier lancastrien Richard Tunstall, emprisonné depuis août 1468 à la Tour de Londres pour avoir tenu avec Jasper Tudor le château de Harlech en Galles contre les assauts d'Édouard IV, est nommé chambellan du roi et maître de la monnaie à la demande expresse d'Henri VI. Tunstall a en effet été à dater de 1461 un des quelques compagnons du roi fugitif lors de son exil en Écosse et dans le Nord de l'Angleterre et ce jusqu'à la capture d'Henri par Édouard en 1465.

#### 27 octobre
Jasper Tudor effectue à Woking ses retrouvailles avec son ancienne belle-sœur Marguerite Beaufort et l'époux de celle-ci, Henry Stafford. Il amène avec lui son neveu de quatorze ans Henri Tudor, qui avait été séparé de sa mère Marguerite en 1461 sur ordre d'Édouard IV et remis à la garde du Yorkiste William Herbert, 1er comte de Pembroke, exécuté en 1469 sur ordre de Warwick. Henri a été remis à son oncle paternel Jasper à Hereford quelques jours auparavant par Richard Corbet, neveu par alliance d'Anne Devereux, la veuve de William Herbert. Le jeune garçon revoit enfin sa mère Marguerite Beaufort, qui avait sans succès essayé d'obtenir sa garde entre août et novembre 1469. Jasper, Henri, Marguerite et Stafford se rendent immédiatement à Londres, où ils sont reçus au Palais de Westminster par le chambellan Richard Tunstall. Ils sont ensuite conviés à dîner avec le roi Henri VI. Depuis la readeption, Marguerite Beaufort fait à nouveau partie de la famille royale. Le but de sa visite semble concerner la rétrocession du comté de Richmond, détenu par le jeune Henri Tudor jusqu'à l'avènement d'Édouard IV en 1461. Présentement, Richmond est entre les mains du duc de Clarence et il est probable que la rencontre avec Henri VI ait servi de prélude à l'ouverture de négociations avec Clarence au sujet de la restitution du comté au jeune « Henri, Lord Richmond ».
D'après le chroniqueur du XVIe siècle Polydore Virgile, Henri VI aurait affirmé pendant ce dîner que « c'est vraiment celui [Henri Tudor] à qui nous [Henri VI] et nos adversaires [les Yorkistes] devons abandonner et céder la domination ». Selon l'augustinien Bernard André, le roi aurait lavé les mains du garçon dans un geste semi-liturgique et en prophétisant qu'un jour il porterait la couronne d'Angleterre. Cette prophétie supposée se réalisera quinze ans plus tard à la bataille de Bosworth, le 22 août 1485, lorsque Henri Tudor vaincra ses adversaires yorkistes et montera sur le trône sous le nom d'Henri VII, mettant définitivement un terme à la Guerre des Deux-Roses entre les Lancastre et les York. Pourtant, il semble hautement improbable que Henri VI ait fait une telle prédiction en octobre 1470, alors que les espoirs de la Maison de Lancastre sont concentrés sur le prince Édouard de Westminster. Si ce dernier venait à mourir, le trône reviendrait au duc de Clarence en vertu de l'accord conclu à Angers en juillet et même d'autres Lancastriens que le jeune Henri Tudor pourraient contester la revendication de Clarence, à l'instar des ducs de Somerset et d'Exeter, qui sont des cousins d'Henri VI au même titre que Marguerite Beaufort. Virgile et André écrivent à l'époque Tudor et avancent cette prophétie pour justifier l'avènement d'Henri VII, qui se revendique héritier des Lancastre.

#### 28 octobre
Henry Stafford, 2e duc de Buckingham, rend visite à Londres à son oncle paternel Henry Stafford et à Marguerite Beaufort, l'épouse de ce dernier. On ignore en revanche si le jeune duc, âgé de quinze ans, est accompagné à cette occasion de son épouse Catherine Woodville, une des nombreuses sœurs de la reine Élisabeth, ou si cette dernière s'est réfugiée au sanctuaire de Westminster auprès de la reine yorkiste par crainte de représailles envers la famille Woodville. Quoi qu'il en soit, Buckingham, qui réprouve publiquement ce mariage qui lui a été imposé par Édouard IV en 1465, retrouve sous la readeption les faveurs dont bénéficiait sa famille avant 1460.

#### 30 octobre
Le gouvernement de la readeption ordonne à Elizabeth St John, épouse de John Scrope, 5e baron Scrope de Bolton et qui s'était rebellé contre Édouard IV à York en mars, d'accompagner la reine Élisabeth Woodville dans sa grossesse dans le sanctuaire de l'abbaye de Westminster. Elizabeth St John reçoit l'autorisation d'agir en tant que sage-femme et perçoit pour ce geste la somme de 10 livres. Henri VI autorise également un boucher londonien prénommé John (ou William) Gould à fournir à l'épouse d'Édouard IV la moitié d'un bœuf ainsi que deux moutons chaque semaine pour qu'elle et ses trois filles puissent se nourrir suffisamment.
L'identité de la personne ayant donné cet ordre demeure encore inconnue. Certains y voient Warwick qui, bien qu'ayant fait exécuter le père et l'un des frères de la reine yorkiste l'année précédente, aurait préféré témoigner du respect envers une femme, quand bien même celle-ci serait l'épouse du roi qu'il a renversé. D'autres y voient Oxford ou même Henri VI, réputés pour leur bonté et qui auraient ainsi fait fléchir Warwick. Peut-être dans l'espoir de gagner en popularité, Warwick donne l'ordre au nom d'Henri VI que les droits des sanctuaires soient respectés, même pour les Yorkistes réfugiés. Malgré cette bonne foi, Élisabeth Woodville préfère rester au sanctuaire « en grande difficulté et lourdeur ».

### Novembre

#### 2 novembre
Au sanctuaire de l'abbaye de Westminster, Élisabeth Woodville donne naissance à un fils, qu'elle nomme Édouard en l'honneur de son père, qui est pourtant à ce moment en exil sur le continent. Le nouveau-né a pour nourrice Old Mother Cobb, la sage-femme du sanctuaire de Westminster, et est rapidement baptisé par le sous-prieur dans la maison de l'abbé « sans plus de cérémonie que s'il avait été le fils d'un homme pauvre », selon les dires de Thomas More. L'abbé Thomas Mylling et le prieur John Eastney officient comme parrains et Elizabeth St John comme marraine du nourrisson, tandis que sa sœur aînée la jeune princesse Élisabeth, alors âgée de quatre ans, tient le chrysème.
Warwick est rapidement conscient que la naissance d'un héritier yorkiste risque d'être le point de mire d'une future rébellion des partisans yorkistes et inspirera certainement Édouard IV à redoubler d'efforts pour récupérer son royaume. Le comte décide donc que le moment est à présent venu pour la reine Marguerite d'amener le prince de Galles Édouard de Westminster et sa future épouse Anne Neville en Angleterre, estimant que la présence d'un prince presque devenu adulte suscitera plus d'adhésion dans le royaume que celle d'un prince encore dans ses langes. Ayant fait part à Henri VI de son opinion, Warwick écrit à Marguerite d'Anjou, l'exhortant à retourner immédiatement en Angleterre. La reine Marguerite est à ce moment-là toujours auprès de la cour du roi Louis XI et revient d'une brève visite dans les terres de son père René d'Anjou. Elle est accompagnée de son fils et de sa future belle-fille Anne Neville, mais aussi de la comtesse de Warwick et de la duchesse de Clarence. Marguerite hésite toutefois à retourner en Angleterre, pensant que l'île est encore trop dangereuse pour permettre au prince Édouard d'y débarquer en sécurité. Néanmoins, elle est encline à être d'accord avec Warwick que la naissance d'un fils d'Élisabeth Woodville constitue une menace pour la stabilité de la Maison de Lancastre et commence à planifier son retour en Angleterre.

#### 5 novembre
Après quelques jours passés auprès du roi Henri VI à Westminster, Marguerite Beaufort et Henry Stafford retournent dans leur manoir de Woking avec Henri Tudor. En chemin, ils marquent une étape à Guildford, ainsi qu'à Maidenhead et Henley, où le jeune Henri est présenté aux vassaux de ses parents avec de somptueux vêtements.

#### 11 ou 12 novembre
Ayant quitté Londres, Jasper Tudor retourne à Woking où il obtient la garde de son neveu Henri, qu'il compte emmener en Galles pour y parfaire son éducation martiale. En raison des évènements ultérieurs en défaveur de la Maison de Lancastre, le jeune adolescent ne reverra pas sa mère pendant presque quinze ans jusqu'au mois d'août ou septembre 1485. Leurs retrouvailles se feront dans de toutes autres circonstances, puisqu'il sera alors devenu roi d'Angleterre sous le nom d'Henri VII.

#### 13 novembre
Louis XI donne ses dernières instructions à ses ambassadeurs avant de les dépêcher en Angleterre à la cour d'Henri VI. Le roi de France les charge de rappeler au comte de Warwick les termes de l'accord d'Angers négocié au mois de juillet précédent : outre la conclusion immédiate d'une alliance militaire avec Louis, le comte doit se tenir prêt à rejoindre l'invasion de la Bourgogne conduite par l'ost du roi de France contre le duc Charles le Téméraire. Louis prie ses envoyés de laisser entendre au comte qu'il obtiendra en récompense de sa participation à l'offensive contre Charles la cession des comtés de Hollande et de Zélande.
Conscient que les marchands londoniens sont très favorables à une alliance avec la Bourgogne qui facilite grandement leurs intérêts commerciaux, Louis fait également venir deux riches négociants de Tours qui doivent accompagner les ambassadeurs missionnés auprès du comte de Warwick. Ces négociants reçoivent quant à eux la tâche d'apporter à Londres de nombreux épices et tissus raffinés qu'ils doivent vendre à très bas prix afin de convaincre les marchands anglais des bienfaits du nouveau traité commercial entre la France et l'Angleterre conclu un mois auparavant. Le roi de France escompte un basculement des intérêts commerciaux anglais dans le but d'isoler la Bourgogne.

#### 14 novembre
À la suite d'une pétition adressée au roi Henri VI, Jasper Tudor reçoit la gestion des domaines agricoles en Galles et dans les Marches galloises des terres appartenant au défunt William Herbert, exécuté l'année précédente à la demande de Warwick. Ce don est fixé pour sept ans à une rente qui devra être ultérieurement négociée avec l'Échiquier.
Malgré son soutien passé à Warwick, le chevalier Robert Harcourt est assassiné par William Stafford au cours d'une querelle privée qui suit les tumultes de la readeption. Stafford venge ainsi son frère Richard qui avait été tué par des sbires de Harcourt au cours d'une rixe en 1448, offense pour laquelle Harcourt n'avait pas été puni.

#### 15 novembre
Le comte de Warwick est nommé Lord-grand-amiral par le roi Henri et reçoit la charge de protéger les mers des actes de piraterie. Warwick avait déjà détenu ce poste entre 1461 et 1462, date à laquelle il avait été remis au jeune Richard, duc de Gloucester. Depuis la fuite de ce dernier auprès de son frère aîné à La Haye, l'office se trouvait vacant. Warwick obtient par ailleurs la remise des fonctions de Lord Chambellan (préalablement détenu par son beau-frère William Hastings) et de capitaine de Calais, dont il avait été suspendu par Édouard IV à la suite de son soulèvement infructueux au mois de mars. La nouvelle est rapidement reçue avec joie à Calais, où il jouit d'une très grande popularité.

#### 26 novembre
Le Parlement de la readeption s'ouvre à Westminster en présence du roi Henri VI par un sermon prononcé par l'archevêque George Neville, tout juste réinstallé dans ses fonctions de Lord grand chancelier. L'archevêque tire son texte d'un verset de Jérémie : « Revenez, ô enfants révoltés, dit le Seigneur, car je suis votre mari ; et je vous prendrai, l'un d'une ville, et deux d'une famille, et je vous ramènerai à Sion ». Selon les mots du chroniqueur John Rous, Warwick « avait toute l'Angleterre à sa tête et était craint et respecté dans de nombreux pays » et la réunion de cette assemblée de pairs et de notables semble parachever le succès de l'entreprise qu'il a conduite contre Édouard IV. Effectivement, le conseil d'Henri VI est à présent entièrement sous son autorité : bien qu'il reprenne en partie celui d'Édouard IV, d'autres membres le rejoignent, à l'instar de Clarence. Toutefois, les personnalités fortes du nouveau régime que sont Montagu, Shrewsbury, Oxford, Stanley, Devon et Pembroke n'y sont pas conviées, Warwick préférant les voir exercer leur autorité dans leurs propres terres. En outre, les ardents lancastriens tels Exeter et Somerset qui contestent son autorité se trouvent encore à cette période à la cour du duc de Bourgogne, bien que leur présence y soit désormais embarrassante pour Charles depuis qu'il a accordé asile à son beau-frère Édouard IV.
Pour autant, Warwick se trouve dans une situation délicate. Son triomphe n'est que temporaire, notamment avec la perspective d'un retour de Marguerite d'Anjou et de son fils Édouard, prêts à lui contester la lieutenance du gouvernement. Trop impliqué par le passé avec le régime d'Édouard IV, le comte s'attire la haine de nombreux Lancastriens qui ne veulent pas lui permettre d'asseoir son autorité dans une Angleterre lancastrienne et le considèrent responsable de leurs malheurs depuis 1461, comme Exeter, qui n'accepte pas de devoir perdre l'office d'amiral qu'il possédait avant 1460 en sa faveur, ou Somerset, qui voit en lui l'homme qui a tué son père à St Albans en 1455. De plus, les anciens alliés yorkistes de Warwick n'ont plus aucune confiance en lui, tels les barons Dynham ou Mountjoy, qui considèrent qu'il s'est parjuré en déposant Édouard IV. Les plus ardentes familles yorkistes, comme les Woodville, les Herbert ou les Howard, refusent de se soumettre à son autorité et demeurent cloîtrées. En réalité, les seuls soutiens du comte sont ses vassaux Neville et quelques Lancastriens tels Pembroke, Oxford, Stanley ou Shrewsbury. De même, certains nobles sont davantage loyaux à leur intérêts qu'à Warwick ou Henri VI, comme les Paston qui soutiennent la readeption par hostilité au duc de Norfolk. Néanmoins, Warkworth maintient que le roi reste populaire auprès de son baronnage.
Warwick jouit certes d'une grande popularité auprès des communes, mais Londres méprise son lieutenant Geoffroy Gate et semble inquiète de l'alliance avec la France, qui est contraire aux intérêts des marchands. Certains d'entre eux demandent même au conseil royal de leur payer les dettes qu'a contractées envers eux Édouard IV. Warwick doit faire face à plusieurs demandes contradictoires et se trouve contraint de temporiser et de ne rien garantir pour assurer la pérennité de son régime. Ainsi, son frère Montagu doit implorer le pardon d'Henri VI pour son allégeance passée envers Édouard IV, mais son rival Northumberland craint à nouveau de perdre son comté depuis la fuite d'Édouard. Les bills d'attainder que vote le Parlement contre Édouard IV, son frère Richard et leurs quelques compagnons permettant de confisquer leurs terres ne suffisent pas à combler le mécontentement, de nombreux Lancastriens souhaitant le retour de leurs domaines, tandis que certains Yorkistes espèrent être récompensés de leur loyauté envers Warwick au cours de son invasion. Plusieurs problèmes surgissent, comme l'avenir des comtés de Pembroke (qui est attribué à Jasper Tudor sans pourtant être confisqué au jeune William Herbert) ou de Northumberland (Percy ayant récemment servi Édouard IV malgré son ascendance lancastrienne pendant que Montagu prétend avoir servi ce roi avec réticence).
Le dernier mécontent de la situation établie par Warwick est le duc de Clarence, qui est cependant reconnu comme duc d'York et héritier du trône si le prince de Galles vient à mourir prématurément. Frère du roi déchu, Clarence est toutefois tenu en « grande suspicion, malgré le mépris et la haine » par les Lancastriens et craint que certains à la cour complotent pour provoquer « sa destruction et celle de tout son sang ». Le soutien qu'il a apporté à son beau-père ne lui a pas permis d'être roi et ce coup de théâtre politique lui fait craindre à présent de perdre au profit de la reine Marguerite d'Anjou, du prince Édouard de Westminster ou même du jeune Henri Tudor les terres que lui avait auparavant offertes son frère aîné. Il devient rapidement évident aux yeux du duc que les Lancastriens le considéreront toujours comme le dernier vestige de la Maison d'York et un ennemi. Clarence est assez réaliste pour comprendre que les compensations que lui a promises Warwick ne lui seront sans doute jamais faites et que ses adversaires de la Maison de Lancastre ne l'autoriseront jamais à succéder à Henri VI si Édouard de Westminster meurt avant de monter sur le trône. Par le truchement de sa mère Cécile Neville et de ses trois sœurs Anne, duchesse d'Exeter, Élisabeth, duchesse de Suffolk, et Marguerite, duchesse de Bourgogne, Georges se réconcilie secrètement avec son frère Édouard IV.

#### 27 novembre
Richard Woodville, un des frères d'Élisabeth Woodville, est inclus dans le pardon général émis par le roi Henri VI. Contrairement à son frère aîné Anthony qui s'est enfui en exil en Hollande, Richard n'est pas considéré par Warwick comme une menace à la sécurité de la dynastie lancastrienne. On ignore si Richard rejoint sa sœur et sa mère dans le sanctuaire de Westminster. De plus, on ne dispose d'aucune information sur le sort de ses deux autres frères, Lionel et Édouard, pendant la readeption : soit ils se sont réfugiés au sanctuaire, soit ils ont accompagné leur frère Anthony sur le continent, soit ils n'ont même pas été inquiétés par le nouveau régime compte tenu de leur jeune âge.
À Baynard's Castle se réunissent le duc de Clarence ainsi que Marguerite Beaufort et son époux Henry Stafford. Ces derniers veulent obtenir du duc la rétrocession du comté de Richmond au jeune Henri Tudor. Clarence détient en effet le comté depuis 1462 mais ne se plie pas aux demandes du couple. Bien qu'il ait dû céder plusieurs terres à certains Lancastriens, le duc dispose toujours de l'appui de son beau-père Warwick et refuse de renoncer à Richmond, malgré une douzaine d'entrevues avec Stafford au cours des semaines suivantes. Finalement, Clarence accepte seulement que Richmond revienne à sa mort à Henri Tudor, qui est pourtant reconnu sous le titre de « Lord Richmond ».

#### 28 novembre
Le prince de Galles Édouard de Westminster, revenu à la cour du roi Louis XI à Paris quelques semaines auparavant après une visite rendue dans les terres de son grand-père maternel René d'Anjou, accepte de signer au nom de son père Henri VI l'alliance entre le royaume de France et la Maison de Lancastre conclue par Warwick et Marguerite d'Anjou à Angers. Il est précisé dans le traité que l'alliance est militaire, offensive et dirigée contre le duché de Bourgogne. Louis XI annonce ensuite le mariage imminent à Amboise du prince avec Anne Neville, l'évêque de Bayeux Louis d'Harcourt ayant enfin délivré la dispense papale tant désirée.

### Décembre

#### 3 décembre
Assuré du soutien du comte de Warwick, Louis XI répudie officiellement devant une assemblée de notables à Tours le traité de Péronne que Charles le Téméraire lui a fait accepter sous la contrainte en 1468 et qui réduisait considérablement sa zone d'influence dans le Nord de son royaume. Le roi de France fait condamner le duc de Bourgogne pour parjure et félonie et fait annuler toutes les clauses du traité de Péronne, bien qu'il ait été enregistré au Parlement de Paris. Cette décision ne déclenche pas immédiatement les hostilités entre la France et la Bourgogne, mais Louis a déjà préparé son ost pour aller attaquer les villes bourguignonnes de la Somme.

#### 5 décembre
L'ambassadeur Sforza de Bettini décrit les négociations d'une alliance franco-anglaise ainsi que les préparatifs du futur mariage d'Édouard de Westminster et Anne Neville : « Aujourd'hui, j'ai eu l'audience du roi et je l'ai félicité pour les nouvelles d'Angleterre, qui l'ont tellement enchanté. La reine d'Angleterre et la comtesse de Warwick, avec leurs enfants, sont toujours ici, car bien que Sa Majesté ait pris congé d'eux il y a quelques jours pour leur retour en Angleterre, il a changé d'avis, et on pense qu'il les retiendra jusqu'à ce que ses ambassadeurs, qui sont partis en Angleterre il y a environ douze jours, aient répondu. On pense qu'ils partiront immédiatement après l'arrivée de la réponse ».
Bettini évoque également la défection d'un demi-frère illégitime de Charles le Téméraire : « Un frère bâtard du duc de Bourgogne est récemment venu voir le roi, non pas le principal, mais Baudouin de Lille, 25 ans, de nom. Il semble qu'il avait le commandement de la flotte que le duc de Bourgogne a envoyée en septembre dernier contre le comte de Warwick pour l'empêcher de passer en Angleterre. Le duc l'accusa de négligence pour ne pas l'avoir fait et menaça sa liberté ; c'est pourquoi, par peur, il s'est enfui ici, où le roi l'a accueilli et lui a fait de nombreuses faveurs ». D'après le chroniqueur Thomas Basin, Baudouin de Lille aurait participé à une conspiration contre le duc de Bourgogne.

#### 7 décembre
Jasper Tudor se voit accorder la libre disposition des nominations de l'église paroissiale de Meifod, dans le diocèse de St Asaph.

#### 13 décembre
Sur l'insistance de Louis XI qui a œuvré aux négociations de cette union, le mariage du prince Édouard de Westminster et d'Anne Neville est enfin célébré par l'évêque de Bayeux au cours d'une cérémonie somptueuse tenue dans la chapelle du château d'Amboise. Les membres les plus éminents de la famille royale de France ainsi que les proches du roi René d'Anjou sont présents lors de la cérémonie. La reine Marguerite d'Anjou, la comtesse de Warwick et la duchesse de Clarence assistent aux noces, mais ni le roi Henri VI, ni le comte de Warwick, ni même le duc de Clarence ne se sont rendus en France pour parachever la réconciliation de la famille Neville avec la Maison de Lancastre. Selon les mots de l'ambassadeur Sforza de Bettini, le mariage s'accomplit « à la satisfaction et au contentement indescriptibles de Sa Majesté [Louis XI] ».
On ignore en revanche si le mariage du prince de Galles et d'Anne Neville est consommé. Théoriquement, au vu de leurs âges respectifs, à savoir 17 et 14 ans, cette formalité pour rendre le mariage valide aurait dû être accomplie. Toutefois, il existe une bonne raison pour en douter : Marguerite d'Anjou aurait pu interdire à son fils de consommer l'union, car si Warwick venait à être écarté, disgracié, voire exécuté, Anne Neville ne serait plus une épouse souhaitable pour le prince de Galles et si l'union n'avait pas été consommée, une annulation pourrait être aisément obtenue, permettant au prince de se remarier avec une épouse de plus haut rang. D'après la Chronique de Croyland, qui relate cet épisode en 1472, Anne Neville est décrite comme une « jeune fille » ou une « demoiselle », des termes normalement employés pour qualifiée une vierge non mariée.

#### 14 ou 15 décembre
La reine Marguerite d'Anjou, le prince et la princesse de Galles, la comtesse de Warwick et la duchesse de Clarence quittent Amboise pour Paris, escortés par une garde d'honneur formée par les comtes d'Eu, de Vendôme et de Dunois. Peu de temps après, ils font une entrée solennelle à Paris, étant reçus à l'extérieur des portes de la ville par les officiers en chef de l'université, du Parlement et du Châtelet, ainsi que par les autorités civiles. L'accueil de la cour lancastrienne en exil dans la capitale se fait en liesse. La duchesse de Clarence quitte quelques jours plus tard Paris pour rejoindre la côte normande, d'où elle embarque pour l'Angleterre afin d'y retrouver son époux Georges.

#### 16 décembre
Édouard de Westminster étant encore en France, son oncle paternel Jasper Tudor exerce certaines de ses prérogatives de prince de Galles. Le comte de Pembroke nomme ainsi à Monmouth l'esquire Roger Puleston shérif de Flint. Le poète gallois Lewis Glyn Cothi décrit Puleston comme un puissant guerrier possédant d'importants territoires en Galles.

#### 18 décembre
Henri VI intime à l'Échiquier l'ordre de remettre au comte de Warwick 2 000 livres pour lui permettre de traverser la Manche avec une armée et une flotte conséquentes « pour le retour au pays de notre épouse la plus chère et la plus aimée, la reine, et de notre fils, le prince ». Après avoir passé quelques semaines à Paris avec le roi Louis XI et l'avoir remercié de son hospitalité et de son aide précieuse dans le recouvrement de son royaume, Marguerite procède peu après les fêtes de Noël en direction de Rouen, afin d'embarquer pour l'Angleterre. Malheureusement pour elle, Warwick ne viendra pourtant jamais en France pour escorter la reine dans son retour depuis la France. La plus grande partie du revenu annuel de Warwick a été dépensée pour financer ses opérations militaires de l'automne et l'entretien de ses biens. À court d'argent, il a dépensé l'argent accordé pour son voyage pour d'autres affaires plus urgentes et ne peut plus se permettre d'aller en France pour y quérir la reine. Ignorant ses problèmes, Marguerite refuse d'envisager de partir jusqu'à ce que Warwick soit effectivement arrivé dans un port français. De ce fait, la reine attend le comte à Rouen, tandis que le comte patiente à Douvres en espérant voir un jour pointer à l'horizon la flotte de Marguerite. Rapidement, cependant, des affaires urgentes obligent le comte à retourner à Londres.
Parallèlement, le comte de Warwick fait preuve de gratitude envers le roi qui lui a permis de recouvrer les faveurs qu'il avait auparavant détenues et reçoit gracieusement les ambassadeurs français envoyés par Louis. Warwick informe Louis XI de sa volonté de combattre à ses côtés le duc de Bourgogne : « Dès que je le pourrai, je viendrai à vous pour vous servir contre ce maudit Bourguignon [Charles le Téméraire] sans défaut, s'il plaît à Dieu, à qui je prie de vous accorder tout ce que votre cœur désire ». Warwick a pourtant besoin de convaincre d'abord ses alliés et son peuple du bien-fondé de son alliance avec le roi de France, auquel il tente de montrer sa redevabilité.

#### 19 décembre
Le diplomate milanais Sforza de Bettini retranscrit le rapport optimiste envoyé à Louis XI par ses ambassadeurs missionnés à Londres : « Sa Majesté a reçu une réponse de ses ambassadeurs qui se sont rendus en Angleterre. Les mots ne leur permettent pas d'exprimer la manière honorable et noble avec laquelle ils ont été reçus et accueillis, c'est ainsi qu'ils l'affirment dans leurs lettres au roi, principalement par le roi [Henri VI] et le comte de Warwick, puis par tous les autres seigneurs et le peuple anglais, avec une merveilleuse démonstration d'amour et d'affection envers Sa Majesté. En cela, ils semblent de plus en plus persistants chaque jour, exprimant leur disponibilité à accepter rapidement et promptement tout plan conçu ou suggéré par Sa Majesté, en particulier tout ce qui est contre le duc de Bourgogne, pour lequel ils montrent le plus grand enthousiasme. Votre Excellence peut imaginer à quel point Sa Majesté s'en réjouit ».
Pourtant, les négociations ne sont pas aussi aisées que le prétend Bettini. Les ambassadeurs et le comte ont en effet beaucoup de mal à convaincre les magnats et surtout les marchands anglais qu'une alliance avec la France serait plus avantageuse que celle qu'Édouard IV avait déjà faite avec la Bourgogne en 1468. Aucun navire ne peut pour l'instant quitter le port de Londres ou y accoster, et les marchandises anglaises ne peuvent être exportées. La dernière chose que les marchands londoniens veulent à ce moment-là est une alliance avec la France, bien moins profitable que celle avec la Bourgogne. Bien que fidèles à Warwick, les communes partagent cet avis, car le traité avec la Bourgogne a apporté une nouvelle prospérité à l'Angleterre et lui a fourni un marché lucratif pour ses produits. Le commun ne voit donc aucune raison de le compromettre. Si Warwick est déterminé à honorer son accord avec Louis XI, il devra alors se dissocier des intérêts du peuple anglais.

#### 20 décembre
Anticipant un possible retour d'Édouard IV en Angleterre, Warwick prépare le dispositif de défense du royaume face à une éventuelle attaque. Un brevet permettant la mobilisation de troupes et d'armes dans le Gloucestershire et le Herefordshire est transmis à Jasper Tudor. Le comte de Pembroke est le premier seigneur à recevoir un tel ordre.

#### 21 décembre
Warwick remet un brevet similaire à son frère Montagu qui l'autorise à mobiliser dans le Nottinghamshire, le Yorkshire, le Northumberland, le Cumberland et le Westmorland. Le comte de Northumberland ne reçoit quant à lui aucun ordre, ce qui laisse supposer que Warwick doute sincèrement de sa loyauté envers Henri VI.

#### 26 décembre
Édouard IV et Louis de Gruuthuse partent depuis la ville de La Haye en direction d'Aardenburg, en prévision d'une future entrevue avec le duc Charles le Téméraire, qui les a convoqués dans la ville d'Aire. Édouard est vraisemblablement accompagné par son frère Richard, duc de Gloucester, son ami William Hastings, son beau-frère Anthony Woodville, comte Rivers, et ses autres compagnons d'infortune dans son exil continental.

#### 27 décembre
Édouard, Gruuthuse et leurs compagnons marquent une étape à Oostkamp, un village situé près de Bruges. Ils y restent deux jours.

#### 28 décembre
Le roi Henri VI remet aux comtes de Warwick et d'Oxford, au duc de Clarence et au baron Scrope un brevet les autorisant à mobiliser des troupes dans tout le royaume si cela est nécessaire pour la sécurité du royaume. Cet ordre montre que la défense du royaume est principalement confiée à Warwick et ses plus proches partisans.

#### 29 décembre
Édouard IV quitte Oostkamp et atteint Aire, où il attend l'arrivée de son beau-frère le duc de Bourgogne.

#### 31 décembre
Bien qu'il ne l'ait pas encore rejoint à Aire, le duc Charles le Téméraire accorde à Édouard IV 20 000 livres pour l'aider dans son « départ des terres de mon seigneur le duc pour retourner en Angleterre », d'après les mots du chroniqueur Philippe de Commynes. Des troupes (essentiellement des mercenaires) commencent à être recrutées par Charles pour sa cause et des équipements lui sont fournis par la même occasion. Édouard ne reste lui-même pas passif devant les évènements et fait informer plusieurs potentiels alliés demeurés en Angleterre, tels le duc de Norfolk ou le comte de Northumberland, de sa volonté de reconquérir son royaume dans les plus brefs délais. 
Par le biais de sa mère Cécile Neville ou de ses sœurs Anne et Élisabeth, Édouard IV semble également être en communication avec son frère le duc de Clarence. Ce dernier n'hésite pas quant à lui à faire espionner les comtes de Northumberland et de Shrewsbury ainsi que le baron Stanley afin de sonder leur éventuelle désillusion dans le régime de la readeption, qui a montré à leurs yeux les limites de son succès. Clarence installe en effet deux espions dans chacune des résidences principales des pairs qu'il compte espionner, afin qu'un de ses agents reste sur place et continue à espionner pour son compte pendant que l'autre vient lui faire en personne son rapport.

## Naissances en 1470
- 7 avril : Edward Stafford, 2e comte de Wiltshire
- 20 juillet : John Bourchier, 1er comte de Bath
- 2 novembre : Édouard V, roi d'Angleterre
- Date inconnue :
  - Robert Blyth, évêque de Down et Connor
  - Thomasine Bonaventure, bienfaitrice
  - Anne Bourchier, baronne Dacre
  - John Chambre, ecclésiastique et médecin
  - Robert Cowley, juge
  - William Denys, courtisan
  - Anthony Fitzherbert, jurisconsulte et agronome
  - John Heron, courtisan
  - George Manners, 11e baron de Ros
  - William Sandys, 1er baron Sandys
  - Polydore Virgile, historien

## Décès en 1470
- 12 mars : Richard Welles, 7e baron Welles (en)
- 19 mars : Robert Welles, 8e baron Willoughby d'Eresby et 8e baron Welles (en)
- 20 mars : Thomas Talbot, 2e vicomte Lisle
- 18 octobre : John Tiptoft, 1er comte de Worcester
- 14 novembre : Robert Harcourt, chevalier
- Date inconnue :
  - Robert Abraham, member of Parliament pour Portsmouth
  - William Bourchier, 9e baron FitzWarin
  - Ralph St Leger, seigneur du Kent